# Nuevo México
Nuevo México (en inglés: New Mexico) es uno de los cincuenta estados que, junto con Washington D. C., forman los Estados Unidos. Su capital es Santa Fe y su ciudad más poblada, Albuquerque.
Está ubicado en la región Oeste del país, división Montañas Rocosas. Limita al norte con Colorado, al noreste con Oklahoma, al este y sureste con Texas, al suroeste con los estados mexicanos de Chihuahua y Sonora, al oeste con Arizona y al noroeste con Utah. Con 314 915 km² es el quinto estado más extenso y con 6.54 hab/km², el sexto menos densamente poblado. Fue admitido como el estado número 47 de la Unión el 6 de enero de 1912, por delante de Arizona, Alaska y Hawái, los últimos en ser admitidos. A principios del siglo XXI, era el segundo mayor productor de petróleo en EE. UU. y producía más petróleo que México.
Habitado por indígenas desde miles de años antes de la Exploración Europea; La Corona española colonizó las áreas de la costa del territorio en 1598, administrandolas a través del Virreinato de la Nueva España; tras la Guerra de la Independencia de México (1810-1821), Nuevo México fue parte del territorio nacional, primero como provincia imperial y después como territorio federal, hasta la invasión estadounidense de 1846-1848. Al término de la guerra y como condición para la paz, la República Mexicana fue obligada a ceder el territorio a los Estados Unidos en el Tratado de Guadalupe Hidalgo.
Tiene el mayor porcentaje de hispanos, incluyendo a los descendientes de los colonizadores españoles. Tiene el segundo mayor porcentaje de nativos americanos como proporción con la población después de Alaska y la cuarta más grande población de nativos americanos después de California, Oklahoma y Arizona. Las naciones nativas norteamericanas más grandes son la Navajo, Pueblo y Apache, vinculadas étnica y lingüísticamente con naciones indígenas del norte de México. La demografía y cultura del estado están fuertemente influenciadas por estas raíces hispanas y nativoamericanas, expresadas en la bandera estatal. Los colores escarlata y amarillo de la misma fueron tomados de los estandartes reales de España, junto al antiguo símbolo del Sol de los Zia, una tribu Pueblo.
La provincia fue bautizada Nuevo México en 1563 y de nuevo en 1581, cuando creyeron incorrectamente que contenía ricas y diversas culturas relacionadas con la mexica, del Imperio azteca. El nombre se quedó, incluso cuando el área no tenía conexión alguna al Imperio Mexica o su cultura, más que la remota relación lingüística con los pueblos ute. Nuevo México formaba parte de la Nueva España como provincia y posteriormente fue parte del Primer Imperio Mexicano y la República Federal Mexicana durante veintisiete años (desde 1821 hasta 1848).

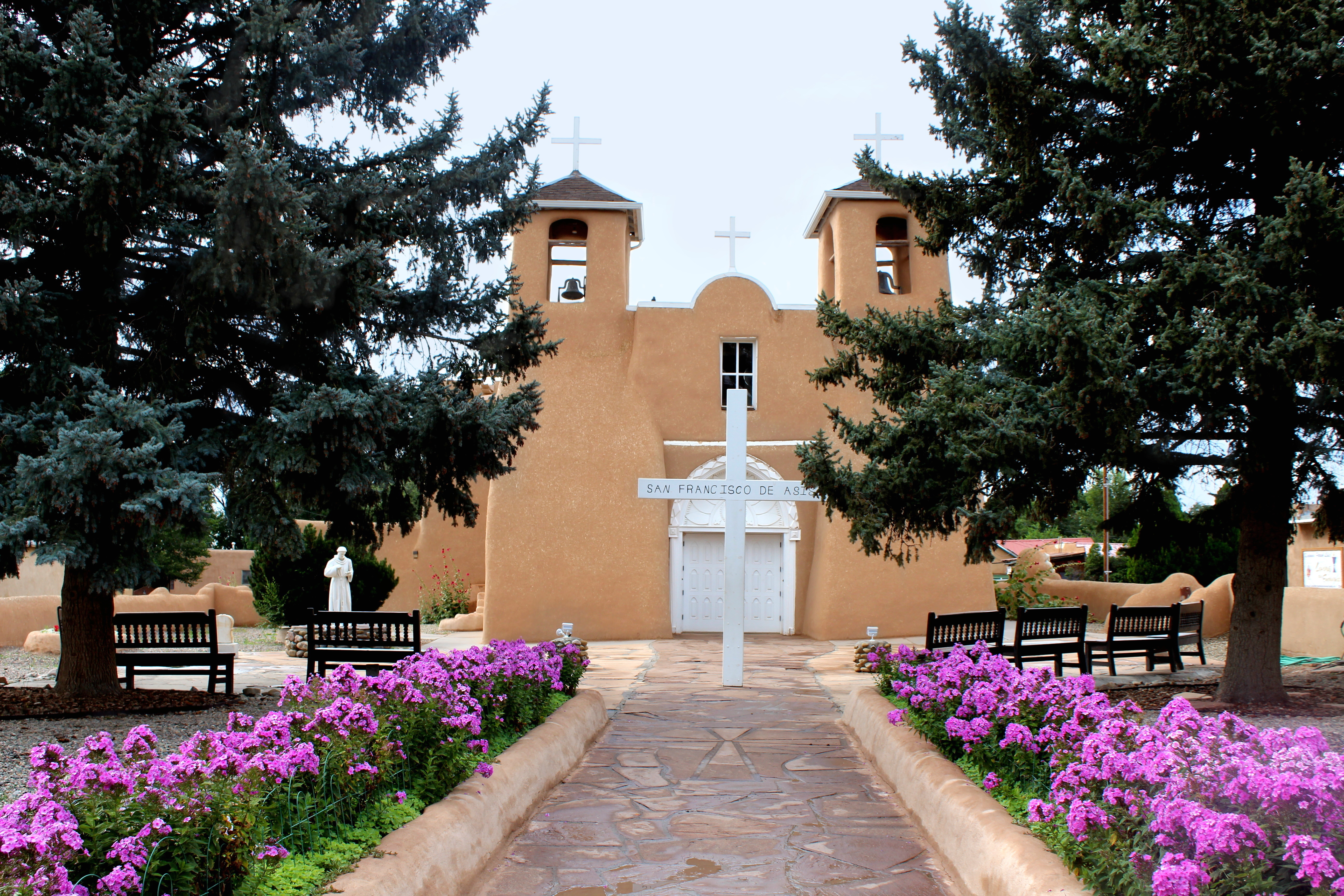
La Misión de San Francisco de Asís fue establecida por los colonizadores españoles en 1772

## Etimología
Nuevo México recibió su nombre mucho antes de que la actual nación mexicana se independizara de España y adoptara ese nombre en 1821. El nombre "México" deriva del náhuatl y originalmente se refería al corazón de los mexicas, los gobernantes del Imperio Azteca, en el Valle de México. El término náhuatl clásico Yancuic Mexihco, “un nuevo México”, se utilizaba para describir un imperio místico que rivalizaba en escala con su propio Imperio azteca. Estos mitos se basaban en la red comercial de los pueblos. Con el tiempo, estas historias evolucionaron hasta convertirse en el folclore de las Siete Ciudades de Oro.
Tras la conquista de los aztecas a principios del siglo XVI, los españoles empezaron a explorar lo que hoy es el suroeste de Estados Unidos, llamándolo Nuevo México, traducción al español del término náhuatl Yancuic Mexihco. En 1581, la expedición de Chamuscado y Rodríguez denominó San Felipe del Nuevo México a la región situada al norte del río Grande. Los españoles esperaban encontrar culturas indígenas ricas similares a la mexica. Sin embargo, las culturas indígenas de Nuevo México resultaron no estar relacionadas con los mexicas y carecer de riquezas, pero el nombre persistió.
Antes de convertirse en estado en 1912, el nombre "Nuevo México" se aplicaba vagamente a varias configuraciones de territorios en la misma zona general, que evolucionaron a lo largo de los periodos español, mexicano y estadounidense, pero que normalmente abarcaban la mayor parte del actual Nuevo México junto con secciones de los estados vecinos.

## Historia

### Era prehispánica
Los primeros habitantes eran amerindios de la cultura anasazi. En el siglo XVI, cuando se produjeron los primeros contactos con los europeos, en la región se encontraban una serie de tribus que compartían este territorio de forma relativamente pacífica. Por un lado estaban los pueblos, descendientes de los más primitivos anasazi, y por otro los navajos y los apaches, descendientes de los atabascos, que habían bajado desde lo que hoy es Canadá. También encontraron a los hopi, descendientes de los mogollón y emparentados con los pueblo, en lo que ahora es Arizona. Hay ruinas de los asentamientos primitivos por todo el estado. Los indios vivían en asentamientos permanentes, «pueblos» construidos principalmente de barro que recordaron a los españoles a sus propios pueblos de adobe. De ahí el nombre que les dieron.

### Dominio español y etapa virreinal

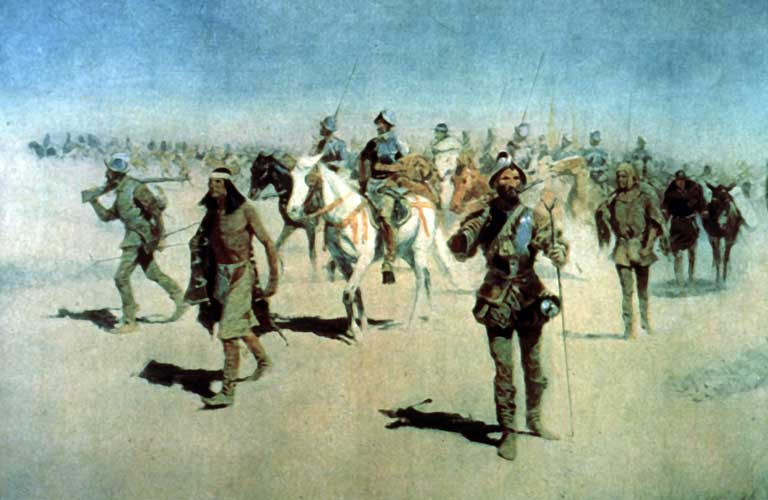
La expedición de Francisco Vázquez de Coronado en 1542.

La primera expedición Francisco Vázquez de Coronado reunió una gran expedición en Compostela (o quizás en la actual Tepic, asiento de la antigua Compostela) entre 1540-1542 para explorar y encontrar las Siete Ciudades de Oro míticas de Cíbola que describió Cabeza de Vaca, que acababa de llegar de sus penosas travesías de ocho años viajando de Florida a México. Los hombres de Coronado encontraron varios pueblos de casas de barro cocido en 1541. Más adelante, otras expediciones por el suroeste o por Grandes Llanuras tampoco consiguieron encontrar las fabulosas ciudades. Tras librar la Guerra de Tiguex contra los indios Pueblo, un desanimado y ahora pobre Coronado, junto con sus hombres, comenzaron su viaje de vuelta a México dejando atrás Nuevo México.
Más de cincuenta años después de Coronado, Juan de Oñate, en una expedición desde Zacatecas, fundó la colonia de San Juan en Río Grande en 1598, la primera población europea permanente en el futuro estado de Nuevo México. Oñate extendió el llamado Camino Real, en más de 966 km. Oñate fue nombrado primer gobernador de la nueva Provincia de Nuevo México. Los indios acoma se rebelaron contra esta invasión española, pero sufrieron un severo castigo.

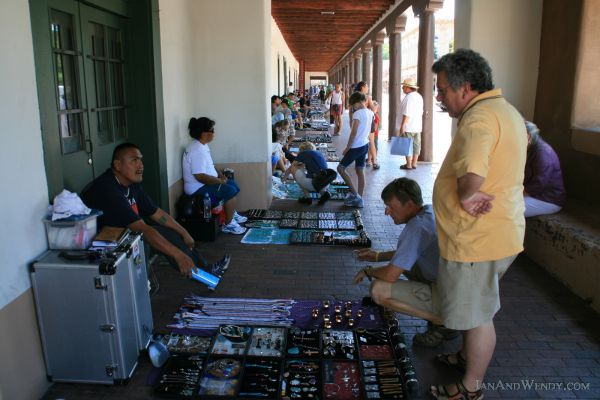
Mercado frente al Palacio de los Gobernadores de Santa Fe, el edificio gubernamental usado más antiguo en Estados Unidos.

En 1609, Pedro de Peralta, posteriormente gobernador de la Provincia, fundó Santa Fe del Yunque al pie de la sierra de la Sangre de Cristo. Esto se produjo diez años antes de que los primeros colonos ingleses llegaran a las costas de Nueva Inglaterra a bordo del Mayflower, lo cual convierte a Santa Fe en la capital de estado más antigua de los Estados Unidos. La ciudad, junto con la mayor parte de las áreas colonizadas del estado, fue abandonada por los ibéricos durante doce años (1680-1692) a consecuencia de la exitosa Rebelión Pueblo. Los indios pueblo lograron expulsar a los españoles hasta El Paso.
Después de la muerte del líder pueblo Popé, Diego de Vargas restauró en 1692 el dominio español en la zona trayendo nuevos colonos y desarrollando a Santa Fe como un centro comercial. Los pobladores que volvieron fundaron la antigua ciudad de Albuquerque en 1706, dándole el nombre del virrey de Nueva España, el duque de Alburquerque. Esta vez se establecieron nuevos acuerdos con los indios, que necesitaban ayuda contra los saqueos de otros indios nómadas, los utes, apaches y comanches, que empezaron a llegar del norte.
La consolidación y expansión de la colonia española hacia lo que ahora es el sur de Colorado y el este de Arizona continuó durante los dos siglos siguientes. En 1786 cuando España poseía la soberanía sobre la inmensa Luisiana española el francés súbdito español Pedro Vial inauguró el importantísimo Camino de Santa Fe que conectaba a la ciudad capital novomexicana de Santa Fe con la de la capital de la Alta Luisiana: San Luis de Illinues (actual San Luis, Misuri). Como el resto de la antigua Nueva España, el territorio se independizó de España en 1824, el último gobernador fue el español Facundo Melgares.

### Provincia de México
Al consumarse la independencia de México de España en 1810-1821, la provincia de Nuevo México, como su nombre lo indica, formaba parte de los Estados Unidos Mexicanos independiente se mantuvo bajo el gobierno de Facundo Melgares. La población tenía fuertes vínculos con la capital del país, ya que el «Camino Real de Tierra Adentro» comunicaba a Santa Fe y a muchas otras poblaciones con la Ciudad de México desde tiempos del Virreinato. Sin embargo, la mayoría del comercio se daba con El Paso del Norte y la ciudad de Chihuahua.

Mapa del territorio de Santa Fe de Nuevo México cuando aún pertenecía a México (1824).

Pequeños grupos de tramperos procedentes de Estados Unidos habían llegado y estado en Santa Fe,[cita requerida] pero las autoridades españolas les prohibían oficialmente comerciar.[cita requerida] El comerciante William Becknell volvió a los Estados Unidos en noviembre de 1821 con noticias de que el México independiente veía ahora con buenos ojos el comercio por Santa Fe.
William Becknell partió de Independence (Misuri) hacia Santa Fe a principios de 1822 con el primer grupo de comerciantes. La compañía comercial del Camino de Santa Fe, encabezada por los hermanos Charles y William Bent y Ceran Saint Vrain, era una de las más prósperas en el Oeste.
Establecieron su primer puesto de comercio en el área en 1826 y hacia 1833 habían construido un fuerte de adobe y puesto comercial llamado Bent's Fort junto al río Arkansas. Este fuerte y puesto de comercio, localizado aproximadamente 320 km al nordeste de Taos, era el único lugar poblado por estadounidenses a lo largo del Camino de Santa Fe antes de llegar a Taos. El Camino Histórico Nacional de Santa Fe sigue la ruta del viejo camino, con muchos sitios marcados o restaurados.
El Camino Español de Los Ángeles a Santa Fe, fue usado principalmente por hispanos, comerciantes anglosajones y ex-tramperos que vivían parte del año en o cerca de Santa Fe. A partir de 1829 aproximadamente, el camino consistía en una reata de caballerías que realizaba el duro viaje de ida y vuelta de 3800 km pasando por Colorado, Utah, Nevada y California, permitiendo solo un viaje de ida y vuelta al año. El comercio consistía principalmente en mantas y algunas mercancías de Santa Fe que se intercambiaban por caballos en California.
Manuel Payno, en su novela Los Bandidos de Río Frío, describe la feria de San Juan de los Lagos en Jalisco. En esta descripción, incluye la parte que el comercio de Nuevo México tomaba en esta feria:

De Nuevo México venían numerosas pastorías de esos carneros de fino y espeso vellón blanco, todos con la cabeza negra, que no se han vuelto a ver más por el interior.

La República de Texas reclamó el territorio prácticamente deshabitado al norte y al este del río Grande cuando ésta se rebeló contra México en 1836. Las autoridades locales capturaron a un grupo de invasores tejanos que embarcaron una expedición para afirmar su reclamación de la provincia en 1841.

### Territorio estadounidense
Después de la invasión estadounidense de 1846-1848 y el Tratado de Guadalupe Hidalgo en 1848, México fue obligado a ceder su territorio al norte del río Grande y California, hoy conocido como el sudoeste estadounidense a los Estados Unidos de América por medio de tratados con Manuel de la Peña y Peña, a cambio de la evacuación de la Ciudad de México y muchas otras áreas ocupadas por el ejército estadounidense.
A cambio de la mitad de su territorio, México recibió la cantidad de quince millones de dólares, más la condonación de tres millones de dólares de deudas que los estadounidenses reclamaban. Con la derrota de México, Santa Anna se convertiría en uno de los hombres menos populares en la historia de México.
El Compromiso del Congreso de 1850 detuvo una solicitud de constituirse en Estado conforme a una constitución antiesclavista propuesta. Texas transfirió el este al gobierno federal, resolviendo una larguísima disputa territorial. Tras un compromiso, el gobierno estadounidense estableció el Territorio de Nuevo México el 9 de septiembre de 1850. El territorio, que incluía la mayor parte de Arizona, Nuevo México y partes de Colorado, estableció oficialmente su capital en Santa Fe en 1851.

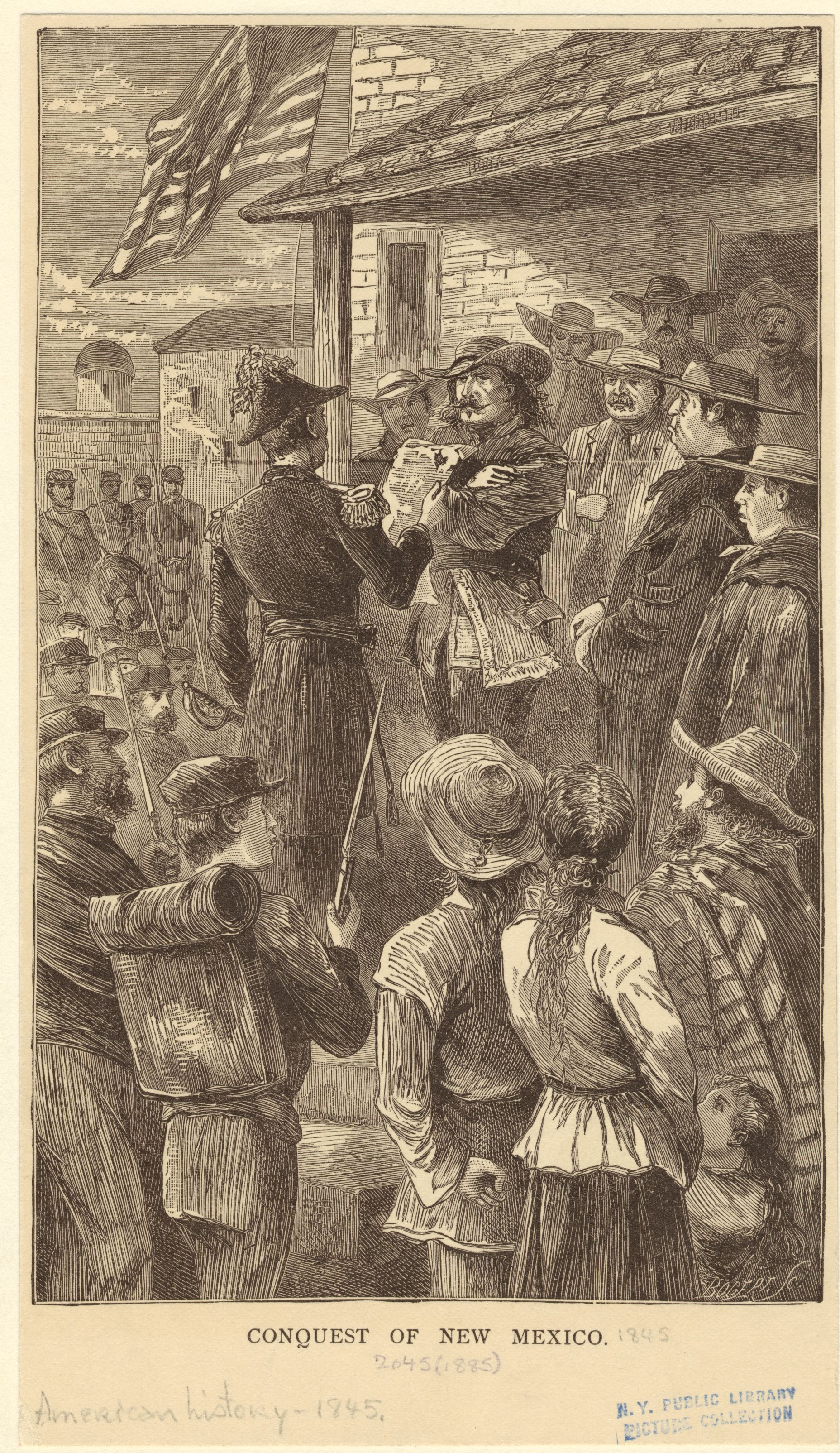
Stephen Kearny en el pueblo de Las Vegas (Nuevo México) en 1846 proclama el dominio estadounidense (grabado de 1882).

Estados Unidos adquirió el tacón de bota del sudoeste del estado y el sur de Arizona —territorio mayormente desértico— en la compra de La Mesilla de 1853. Esta compra fue deseada cuando este territorio fue visto como una ruta mucho más fácil para tender un ferrocarril transcontinental hacia San Diego y Los Ángeles al sur del río Gila. La compañía Southern Pacific construyó el segundo ferrocarril transcontinental sobre esta tierra comprada en 1881.
El territorio de Colorado, establecido en 1861, a expensas de un territorio novomexicano más grande y a pesar de la falta de respeto por parte del gobierno estadounidense hacia los derechos civiles y de propiedad garantizados por el Tratado de Guadalupe Hidalgo, fue poblado por hispanos provenientes del valle de Taos. En 1851 se fundó San Luis (Colorado), la localidad más antigua de ese estado. En la década de 1880, esta expansión se vio reducida por la competencia con los inmigrantes angloestadounidenses y la pérdida masiva de tierras en el sistema legal estadounidense. Durante las controversiales deliberaciones de la U.S. Court of Private Land Claims entre 1891 y 1904, casi treinta y tres millones de acres fueron perdidos en favor de los abogados del Ring de Santa Fe y un Gobierno Federal que todavía actuaba bajo la influencia poderosa del mito del Destino Manifiesto. Pero muchos pueblos lograron sobrevivir a pesar de perder sus tierras comunales.
Durante la guerra civil estadounidense, las tropas confederadas de Texas ocuparon brevemente el sur del estado. Las tropas de la Unión recobraron el territorio a principios de 1862. Cuando se proclamó el Territorio Confederado de Arizona en 1861, los legisladores estadounidenses admitieron la secesión de la mitad oeste del territorio de Nuevo México, reduciendo aún más sus fronteras originales. Arizona fue separado finalmente como un territorio independiente en 1863, y así permanecieron los límites de ambos territorios hasta su proclamación como estados en 1912.
Hubo siglos de conflictos entre los apaches, los navajos y establecimientos hispano-mexicanos en el territorio. Esto le tomó al gobierno federal otros veinticinco años después de la Guerra Civil para ejercer el control tanto de las poblaciones civiles e indígenas del territorio.
Esto comenzó en 1864 cuando los navajos fueron enviados a la «Larga Caminata» a la Reserva Bosque de Redondo y luego volvieron a sus tierras en 1868. Los apaches fueron trasladados a varias reservas y las guerras apaches siguieron hasta que Gerónimo finalmente se rindió en 1886.
El ferrocarril animó el gran retumbo de ganado de los años 1880 y el desarrollo de acompañar ciudades de vaca. Los barones del ganado no podían dejar pasar pastores, y finalmente hacendados y los ocupantes ilegales abrumaron a los ganaderos cercando y arando bajo el mar de la hierba en la cual el ganado se alimentó. Reclamaciones de tierra contrarias condujeron a peleas amargas entre los habitantes españoles originales, rancheros de ganado y hacendados más nuevos. A pesar del sobrepasto destructivo, la cría sobrevivió y permanece como un pilar de la economía novomexicana.
Albuquerque, la ciudad más grande en Nuevo México, en el alto río Grande, fue incorporada en 1889.

### El Estado de Nuevo México
El 6 de enero de 1912, el congreso lo admitió como el 47 estado de la Unión. La admisión de Arizona el 14 de febrero de 1912 completó los 48 estados contiguos.

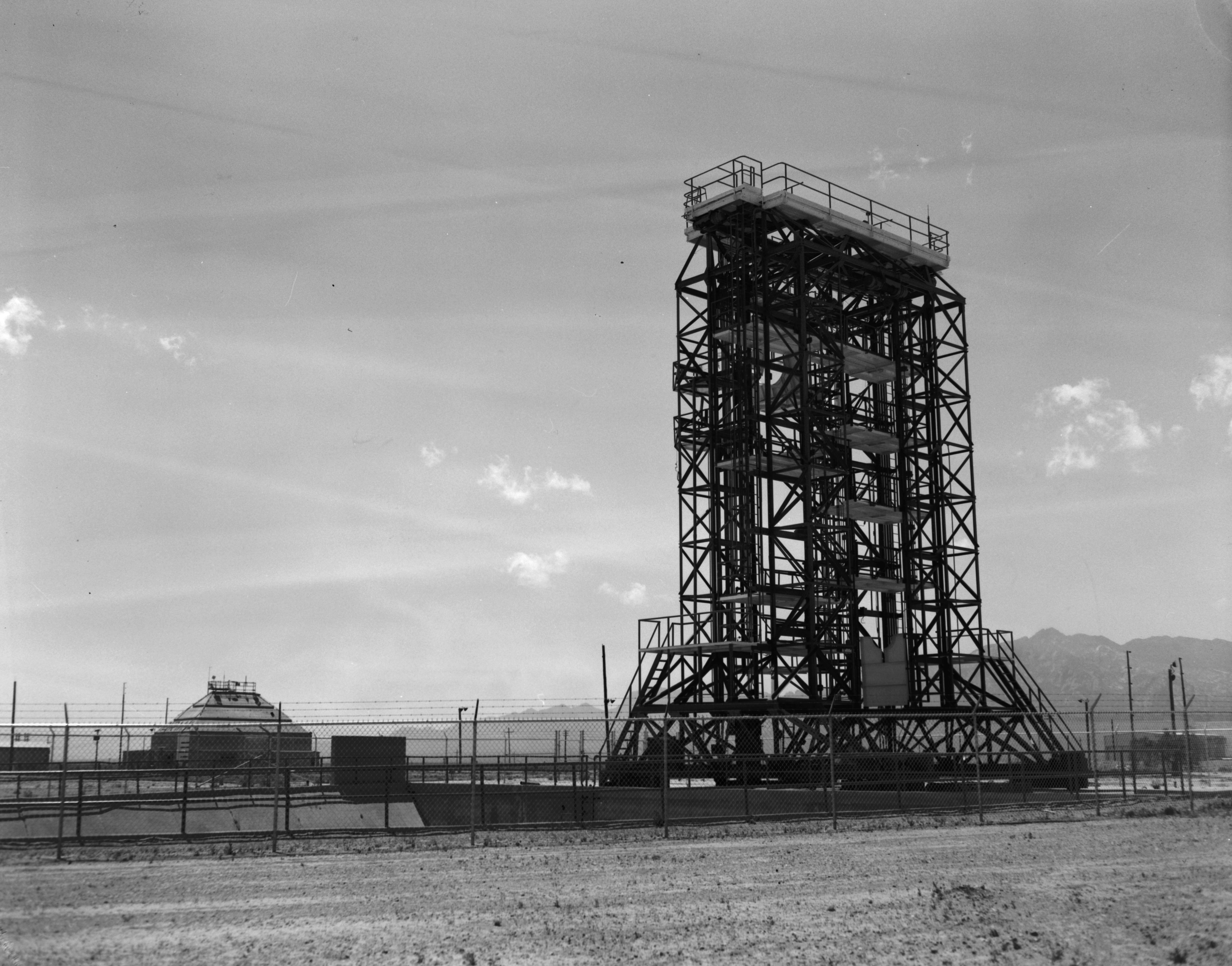
La construcción del misil de White Sand en el condado de Doña Ana.

El gobierno de Estados Unidos construyó el Centro de Investigación Los Álamos en 1943 durante la Segunda Guerra Mundial. El personal confidencial allí desarrolló la bomba atómica, la primera hecha detonar en el sitio de Trinity, en el desierto de los Terrenos de Prueba de White Sands entre Socorro y Álamogordo el 16 de julio de 1945.
Albuquerque se amplió rápidamente después de la guerra. Es la ciudad más grande del estado.
El estado rápidamente surgió como un líder en investigación y desarrollo de energía nuclear, solar y geotérmica. Los Laboratorios Nacionales Sandia, fundados en 1949, realizaron la investigación nuclear y el desarrollo de armas especiales en la Base Kirtland de la Fuerza Aérea, al sur de Albuquerque y en Livermore, California.
Localizada en el remoto desierto chihuahuense, la Planta Piloto de Aislamiento de Desechos (WIPP en inglés) está ubicada al sudeste, a 26 millas (41,8 km) de Carlsbad. Allí los residuos nucleares son sepultados profundamente en el movimiento subterráneo de 2 150 pies extraído de los cuartos de disposición de formación de sal forjada en una formación de sal de 2000 pies de espesor que ha sido estable durante más de 200 millones de años. El WIPP comenzó sus operaciones el 26 de marzo de 1999.

## Geografía

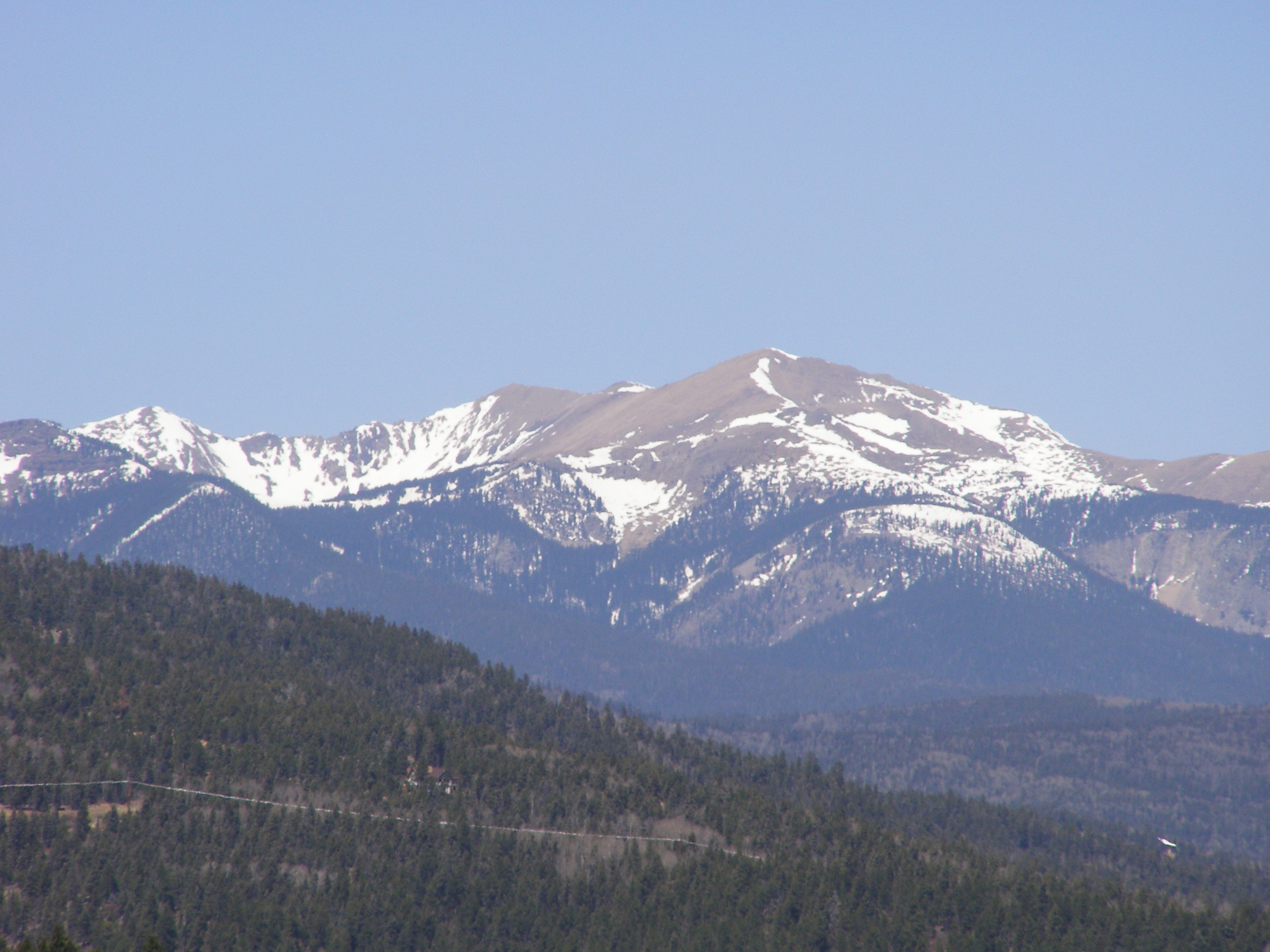
Pico Wheeler, el punto más alto del estado.

Con 314 915 kilómetros cuadrados, es el quinto estado más extenso de los Estados Unidos. Su superficie es accidentada, con las estribaciones sur de las Montañas Rocosas al norte del estado (Sierra de la Sangre de Cristo), grandes llanuras al este, y mesetas y más montañas al sur y al oeste. El río Grande con su amplio valle divide el estado de norte a sur. Sorprenden los paisajes desérticos, las extrañas formaciones rocosas, los bosques de montaña y las numerosas fuentes termales.
El gobierno federal protege millones de hectáreas del Estado como Parques Forestales, entre los cuales encontramos:
- Bosque Nacional de Carson
- Bosque Nacional de Cíbola
- Bosque Nacional de Lincoln
- Bosque Nacional de Santa Fe
- Bosque Nacional de Gila

Áreas manejadas por el Servicio de Parques Nacionales incluyen:
- Monumento Nacional de las Ruinas Aztecas, en Aztec

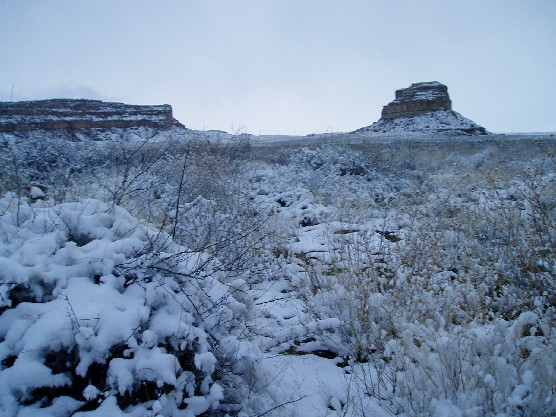
El Cañón del Chaco en Invierno

- Monumento Nacional de Bandelier en Los Álamos
- Monumento Nacional del Volcán Capulín, cerca de Capulín
- Parque nacional de las Cavernas de Carlsbad, cerca de Carlsbad
- Parque nacional Histórico de la Cultura Chaco en Nageezi,
- Monumento Nacional El Malpaís en Grants
- Monumento Nacional El Morro en Ramah
- Monumento Nacional del Fuerte Unión en Watrous
- Monumento Nacional de Gila Cliff Dwellings cerca de Silver City
- Viejo Sendero Español
- Camino de Santa Fe
- Parque Histórico Nacional de Pecos en Pecos
- Monumento Nacional de los Petroglifos cerca de Albuquerque
- Monumento Nacional de las Misiones del Pueblo de Salinas en Mountainair
- Monumento Nacional de las Arenas Blancas cerca de Álamogordo

### Clima

Köppen tipos climáticos de Nuevo México

El clima de Nuevo México es generalmente semiárido a árido, aunque existen áreas de climas continentales y alpinos, y su territorio está cubierto principalmente por montañas, llanuras altas y desiertos. Las Grandes Llanuras (High Plains) están en el este de Nuevo México, similar a las altas llanuras de Colorado en el este de Colorado. Los dos estados comparten un terreno similar, y ambos tienen llanuras, montañas, cuencas, mesetas y tierras desérticas. La precipitación promedio en todo el estado de Nuevo México es de 350 mm al año, con cantidades mensuales promedio que alcanzan su punto máximo en el verano, como en Albuquerque y Las Cruces en el sur. Las temperaturas anuales promedio pueden variar de 18 °C en el sureste a menos de 4 °C en las montañas del norte. Durante el verano, las temperaturas diurnas a menudo pueden superar los 38 °C en elevaciones por debajo de 1500 m, la temperatura alta promedio en julio oscila entre 36 °C en las elevaciones más bajas hasta 26 °C en las elevaciones más altas. En los meses más fríos de noviembre a marzo, muchas ciudades de Nuevo México pueden tener temperaturas mínimas nocturnas por encima de cero o menos. La temperatura más alta registrada en Nuevo México fue de 50 °C en la Planta Piloto de Aislamiento de Desechos (WIPP) cerca de Loving el 27 de junio de 1994, y la temperatura más baja registrada es -46 °C a Gavilán el 1 de febrero de 1951.
Los observatorios astronómicos en Nuevo México aprovechan los cielos inusualmente despejados, incluidos el Observatorio Apache Point, el Very Large Array, el Observatorio Magdalena Ridge y otros.

### Flora

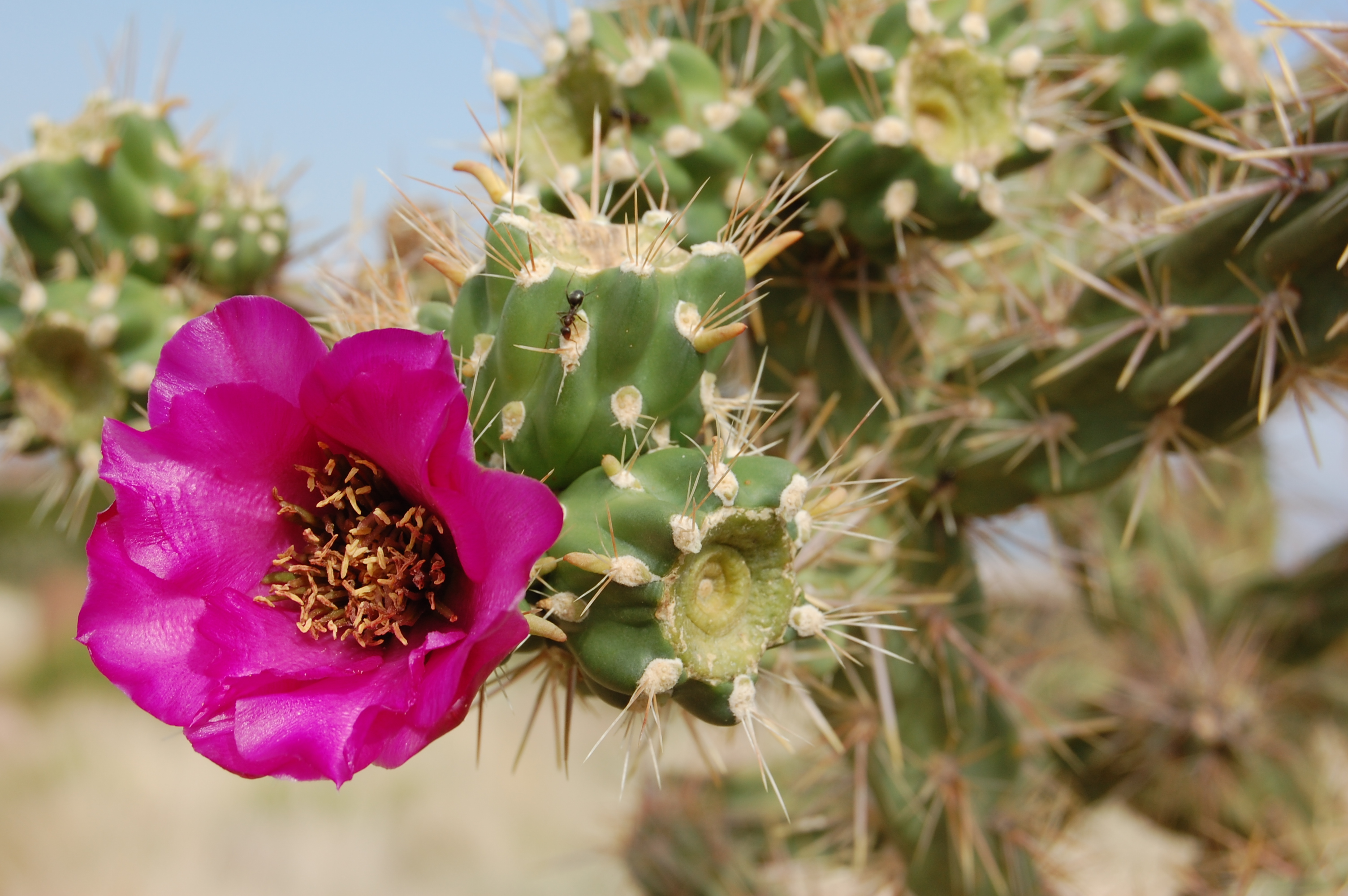
La cholla tubular es un símbolo de Nuevo México.

El tipo de flora del estado es neártica y neotropical, en las zonas de mayor altura hay especies que sobreviven a nevadas lluvias y sequías como el abeto azul, el pino de cono tieso y arbustos; en la zona Hudsoniana de cordilleras de montañas y desfiladeros está el abeto, el temblón y el pino ponderosa. Bajando de altura podemos encontrar robles, juníperos, oyameles, pinos Douglas, alamillos, álamos canadienses, la colombina, el poleo y la hierba caballar, arce y flores silvestres debido a la humedad que desciende de las montañas nevadas teniendo un gran colorido durante el otoño. En zonas mucho más áridas, destacan: los pastizales o zacatales; el pino piñonero; el encino; el álamo; el olivo; el cedro; el huizache; las chollas o biznagas; los nopales o chumberas; los cardones; los magueyes o agaves; y gran variedad de cactus.

### Fauna

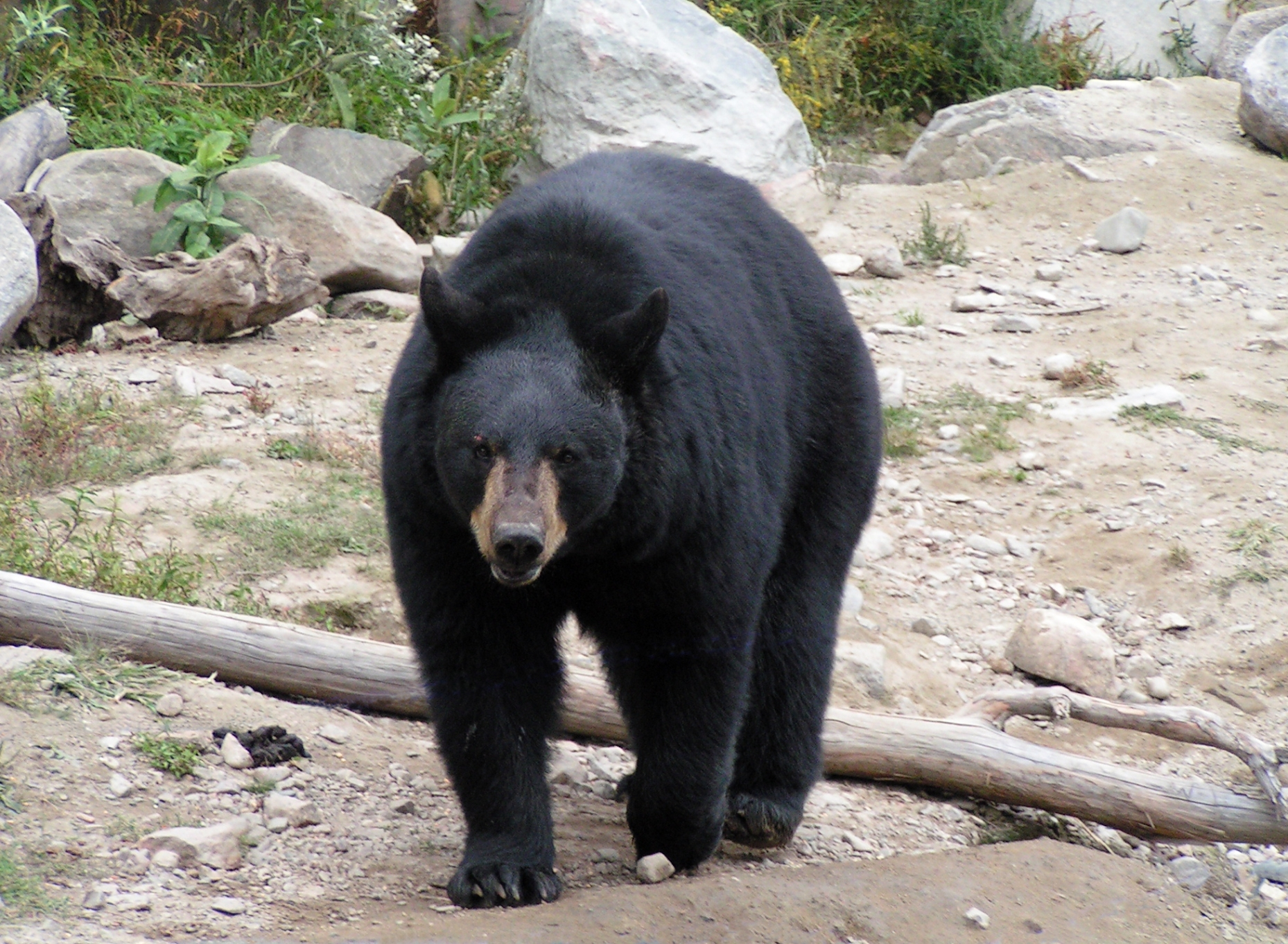
El oso negro americano es un símbolo del estado.

La fauna del estado es muy diversa. Alberga especies de la alta montaña que predominan en Canadá o especies que predominan en regiones subtropicales de México. Entre los mamíferos, tenemos al oso negro americano, símbolo de este estado. Otros mamíferos son los leones de montaña, los carneros cimarrones, las cabras montesas, los venados, las marmotas o roedores de menor tamaño como la rata canguro y especies en peligro de extinción como el lobo mexicano, el bisonte americano y el berrendo.
Dentro de las aves tenemos al pavo salvaje de gran colorido, el correcaminos, los patos salvajes, codornices, centzontles, carpinteros, etc. Entre los reptiles destacan las serpientes de cascabel y serpientes coralillo, entre otros. Entre los insectos hay gran diversidad, como las mariposas, arañas, escorpiones y ciempiés.

### Cuestiones medioambientales
En enero de 2016, Nuevo México demandó a la Agencia de Protección Medioambiental de Estados Unidos por negligencia tras el vertido de aguas residuales de la mina Gold King de 2015. El vertido había provocado que metales pesados como el cadmio y el plomo y toxinas como el arsénico fluyeran hacia el río Animas, contaminando cuencas hidrográficas de varios estados. Desde entonces, el estado ha aplicado o considerado la posibilidad de aplicar normativas más estrictas y sanciones más duras por vertidos asociados a la extracción de recursos.

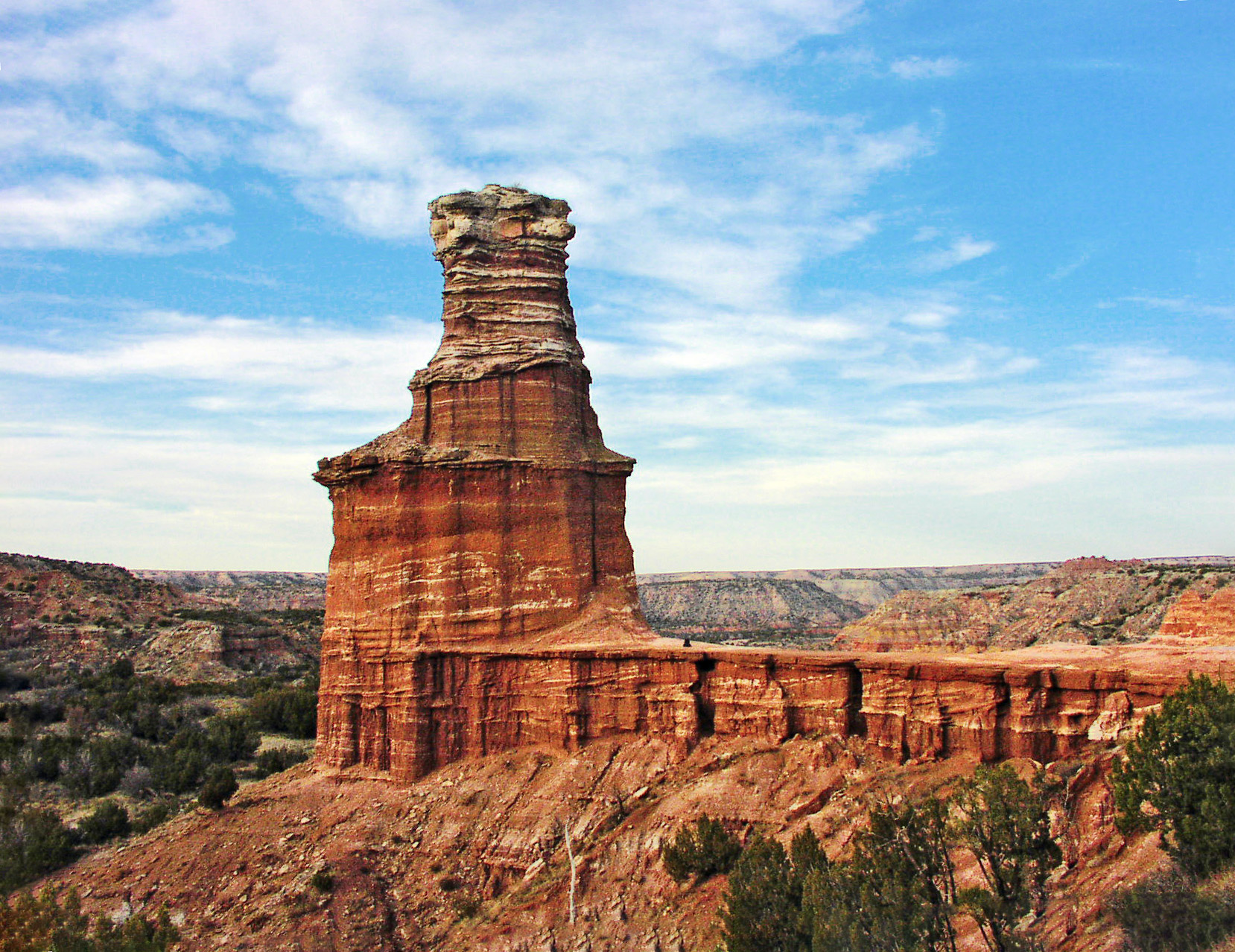
La formación del "faro" o Trujillo en el cañón de Palo Duro

Nuevo México es un importante productor de gases de efecto invernadero. Un estudio de la Universidad Estatal de Colorado mostró que la industria del petróleo y el gas del estado generó 60 millones de toneladas métricas de gases de efecto invernadero en 2018, más de cuatro veces más de lo estimado anteriormente. El sector de los combustibles fósiles representó más de la mitad de las emisiones totales del estado, que ascendieron a 113. 6 millones de toneladas métricas, alrededor del 1,8 % del total del país y más del doble del promedio nacional per cápita. El gobierno de Nuevo México ha respondido con esfuerzos para regular las emisiones industriales, promover las energías renovables e incentivar el uso de vehículos eléctricos.

### Geología
La geología de Nuevo México incluye exposiciones del lecho rocoso de cuatro provincias fisiográficas, con edades que van desde casi 1800 millones de años (Ma) hasta casi la actualidad. Aquí confluyen las provincias de las Grandes Llanuras, el sur de las Montañas Rocosas, la Meseta del Colorado y la Cuenca y la Cordillera, lo que confiere al estado una gran diversidad geológica.
La historia geológica del Estado comenzó con su formación durante las orogenias de Yavapai y Mazatzal hace entre 1750 y 1650 millones de años (Mya). A esto siguieron 200 millones de años de quietud tectónica que terminaron en la orogenia Picuris. Este evento transformó la corteza de Nuevo México en corteza continental madura. Siguieron más de mil millones de años de inactividad tectónica, que terminaron con el surgimiento de las Montañas Rocosas Ancestrales en el Pennsylvanian, 300 Mya. 

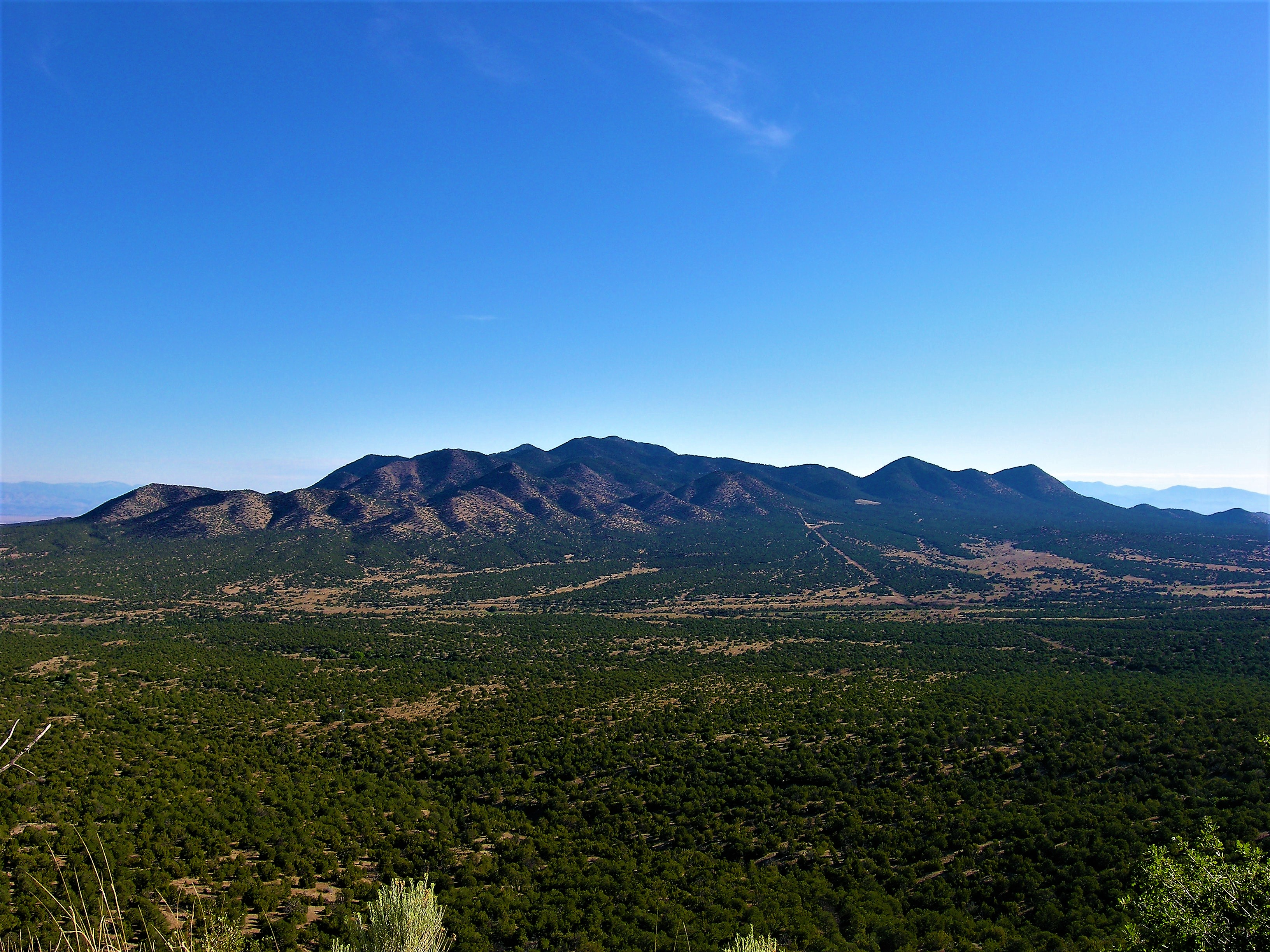
Las montañas Ortiz vista desde la Montaña San Pedro en Nuevo México

El Pérmico y la mayor parte del Mesozoico fueron otro intervalo de relativa inactividad tectónica, en el que la subsidencia gradual depositó formaciones que conservan un impresionante registro estratigráfico en todo el Estado. Esto terminó con la orogenia Laramide, que comenzó alrededor de 70 Mya, que elevó la mayoría de las cadenas montañosas del Nuevo México moderno y estuvo acompañada por una violenta actividad volcánica. La apertura de la fisura del Río Grande comenzó alrededor de 30 Mya, y fue seguida por el vulcanismo de finales del Cenozoico a lo largo del Lineamento de Jemez, particularmente en el campo volcánico de Jemez.
La mayor parte de Nuevo México tiene un clima de semiárido a árido, y el agua subterránea en los acuíferos es un recurso geológico importante para los agricultores y las áreas municipales. En 2019, la producción de petróleo y gas generó 3100 millones de dólares en impuestos e ingresos para el estado. La minería también ha sido históricamente importante.
Los peligros geológicos son poco frecuentes en Nuevo México, pero los peligros potenciales incluyen erosión o inundaciones repentinas en arroyos; arsénico u otra contaminación del agua subterránea o del suelo; sumideros u otros hundimientos; terremotos; desgaste masivo (como deslizamientos de tierra); peligros de minas; peligros de campos petroleros; acumulación de radón en hogares; o erupciones volcánicas.

## Economía
La producción de petróleo y gas, el turismo y el gasto del gobierno federal son importantes impulsores de la economía estatal. El gobierno estatal tiene un elaborado sistema de créditos fiscales y asistencia técnica para promover el crecimiento del empleo y la inversión empresarial, especialmente en nuevas tecnologías.

### Indicadores económicos

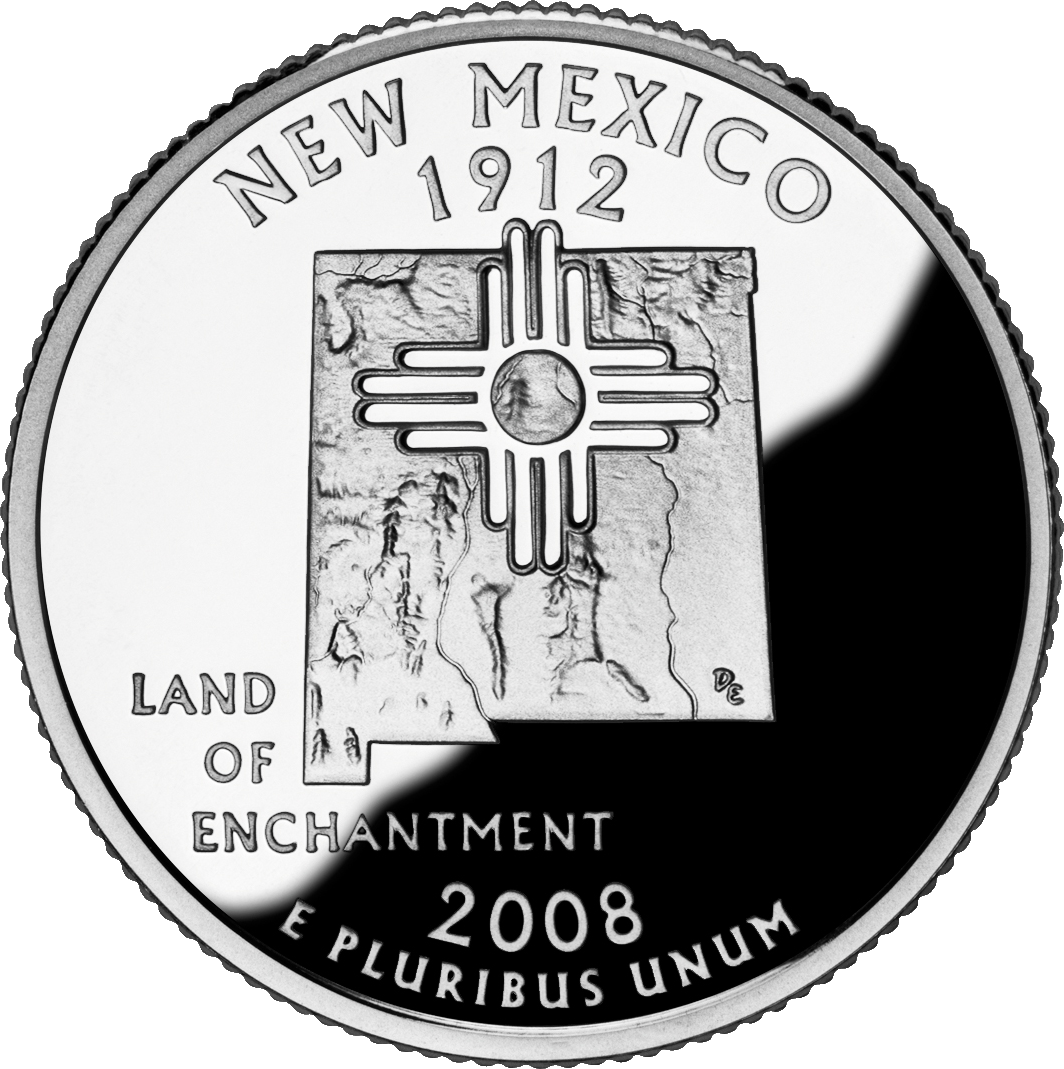
El trimestre del estado de Nuevo México circuló en abril de 2008

En 2010, el producto interno bruto de Nuevo México fue de 80 000 millones de $, y un estimado de 85 000 millones de $ para 2013. En 2007, el ingreso personal per cápita fue de 31 474 $ (rango 43 en la nación). En 2005, el porcentaje de personas por debajo del nivel de pobreza era del 18.4 %. El Departamento de Turismo de Nuevo México estima que en el año fiscal 2006, la industria de viajes en Nuevo México generó gastos de 6500 millones de $. A abril de 2012, la tasa de desempleo del estado era de 7.2 %. Durante la recesión de fines de la década de 2000, la tasa de desempleo de Nuevo México alcanzó un máximo de 8 % para el período junio-octubre de 2010.

### Producción de petróleo y gas
Nuevo México es el tercer mayor productor de petróleo crudo y noveno en los Estados Unidos. Las cuencas de Pérmico y San Juan, que se encuentran en parte en Nuevo México, representan algunos de estos recursos naturales. En 2000, el valor del petróleo y el gas producido fue de 8.2 mil millones $, y en 2006, Nuevo México representó el 3.4 % del petróleo crudo, el 8.5 % del gas natural seco y el 10.2 % de los líquidos de gas natural producidos en el país. Estados Unidos. Sin embargo, el auge de la fractura hidráulica y la perforación horizontal que comenzó a mediados de la década de 2010 condujo a un gran aumento en la producción de petróleo crudo de la cuenca del Pérmico y otras fuentes estadounidenses; Estos desarrollos permitieron a los Estados Unidos convertirse nuevamente en el mayor productor mundial de petróleo crudo, en 2018. Las operaciones de petróleo y gas de Nuevo México contribuyen a la liberación por encima del promedio del metano de gases de efecto invernadero en el estado, incluso desde un punto caliente nacional de metano en el área de Four Corners.

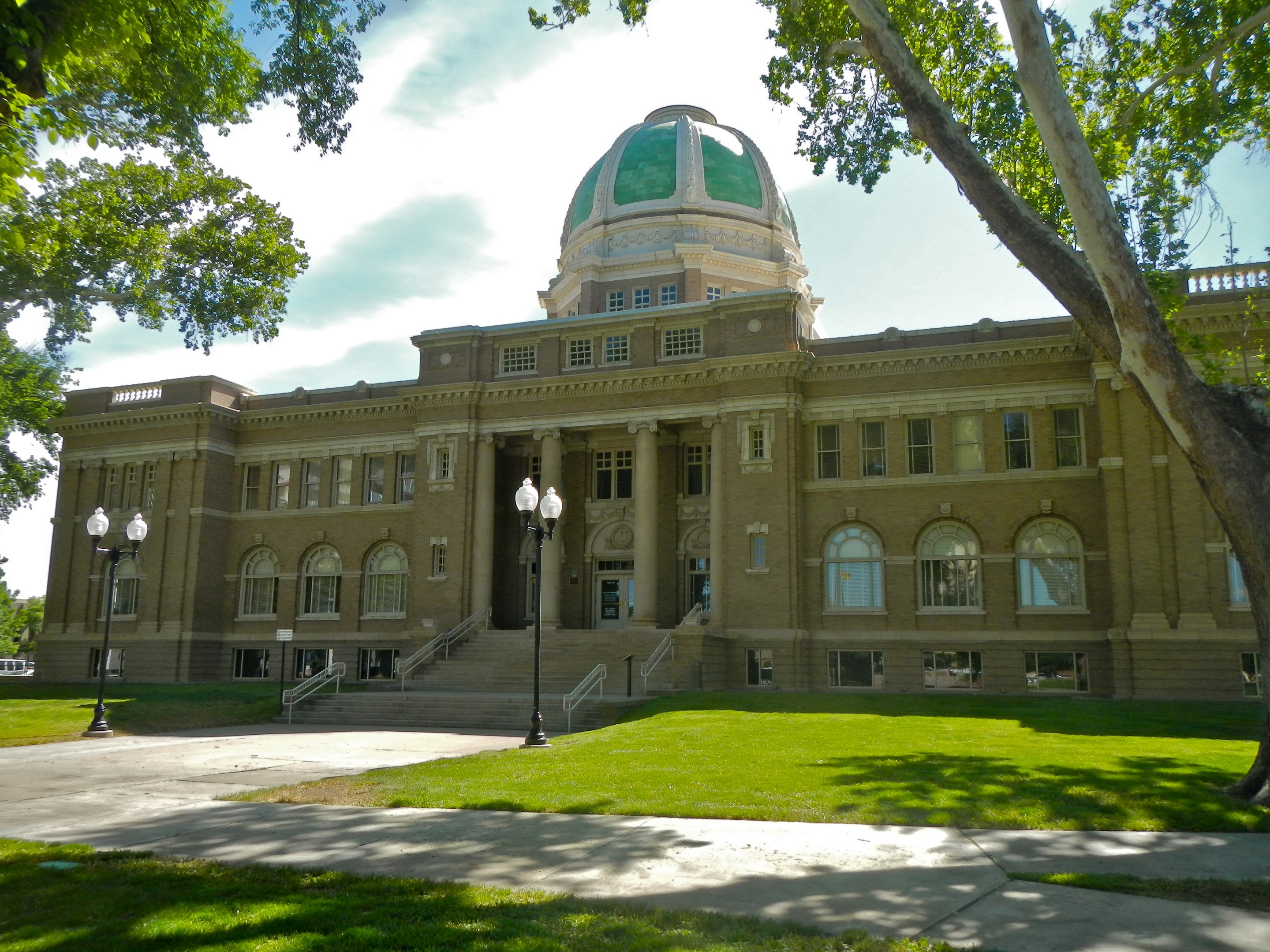
Edificio de la Corte del Condado de Chaves en Nuevo México

### Gobierno federal
El gasto del gobierno federal es un importante impulsor de la economía de Nuevo México. En 2005, el gobierno federal gastó 2.03 $ en Nuevo México por cada dólar de ingresos tributarios recaudados del estado. Esta tasa de rendimiento es más alta que cualquier otro estado en la Unión.
Muchos de los trabajos federales se relacionan con el ejército; el estado alberga tres bases de la fuerza aérea (Base de la Fuerza Aérea Kirtland, Base de la Fuerza Aérea Holloman y Base de la Fuerza Aérea Cannon); un rango de prueba (White Sands Missile Range); y un campo de pruebas del ejército y un rango de maniobras (Fort Bliss - McGregor Range). Una estimación de mayo de 2005 de la Universidad Estatal de Nuevo México es que el 11.65 % del empleo total del estado surge directa o indirectamente del gasto militar. Otras instalaciones federales incluyen los laboratorios de tecnología del Laboratorio Nacional de Los Álamos y los Laboratorios Nacionales Sandia.

### Incentivos económicos

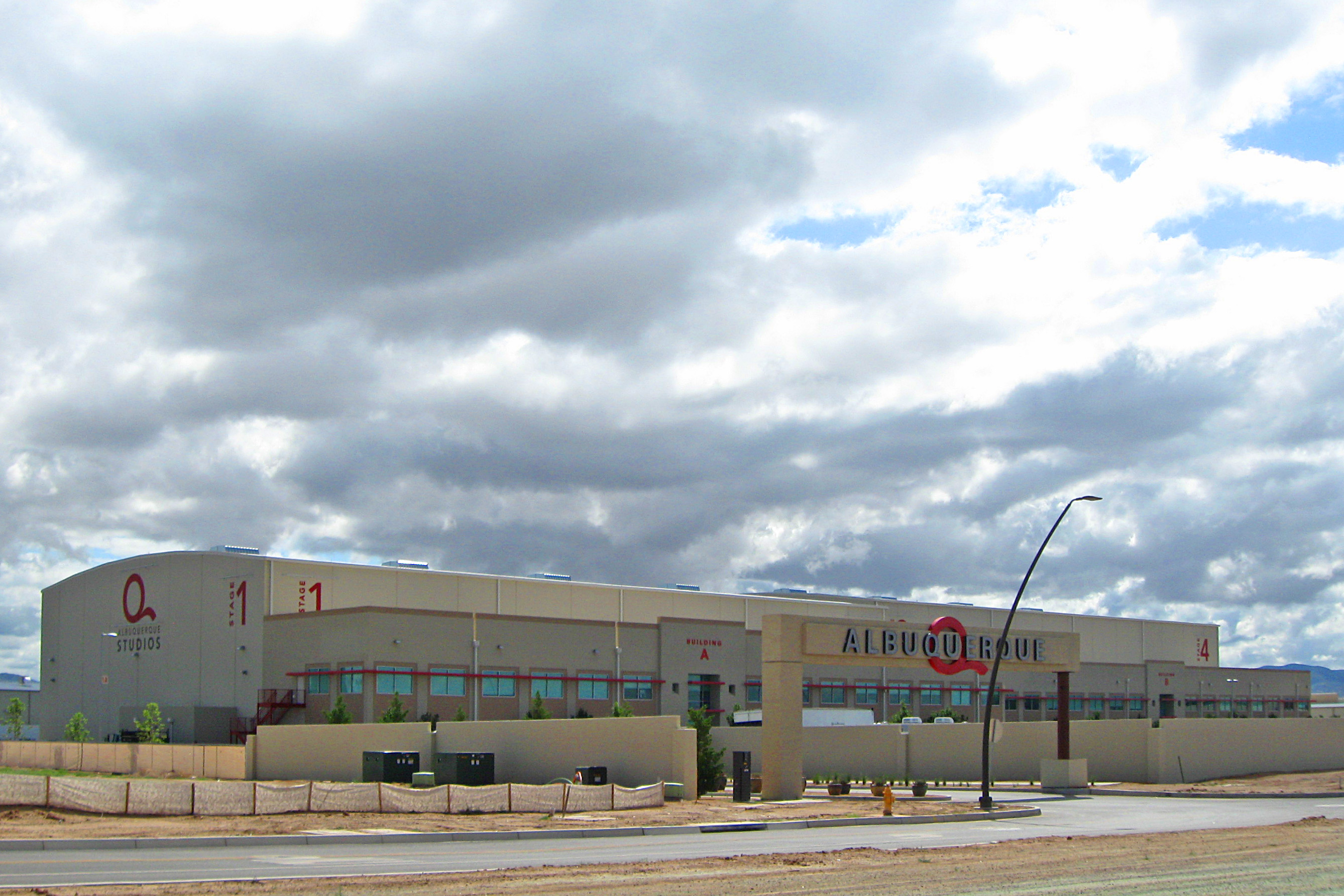
Albuquerque Studios, construido en 2007 para la creciente demanda de producción cinematográfica en el estado

Nuevo México ofrece una serie de incentivos económicos a las empresas que operan en el estado, incluidos varios tipos de créditos fiscales y exenciones fiscales. La mayoría de los incentivos se basan en la creación de empleo.
La ley de Nuevo México permite a los gobiernos proporcionar terrenos, edificios e infraestructura a las empresas para promover la creación de empleo. Varios municipios han impuesto un Impuesto sobre Ingresos Brutos de Desarrollo Económico (una forma de TRB de Infraestructura Municipal) que se utiliza para pagar estas mejoras de infraestructura y para comercializar sus áreas.
El estado proporciona incentivos financieros para la producción de películas. La Oficina de Cine de Nuevo México estimó a fines de 2007 que el programa de incentivos había traído más de 85 proyectos cinematográficos al estado desde 2003 y había agregado 1.2 mil millones $ a la economía.

### Impuestos
Desde 2008, las tasas del impuesto sobre la renta personal para Nuevo México han oscilado entre el 1.7 % y el 4.9 %, dentro de cuatro niveles de ingresos. A partir de 2007, los salarios militares en servicio activo están exentos del impuesto estatal sobre la renta. Nuevo México es uno de los mayores paraísos fiscales en los Estados Unidos, que ofrece numerosos incentivos económicos y exenciones fiscales sobre los ingresos personales y corporativos. No tiene impuesto a la herencia, impuesto a la herencia o impuesto a las ventas.

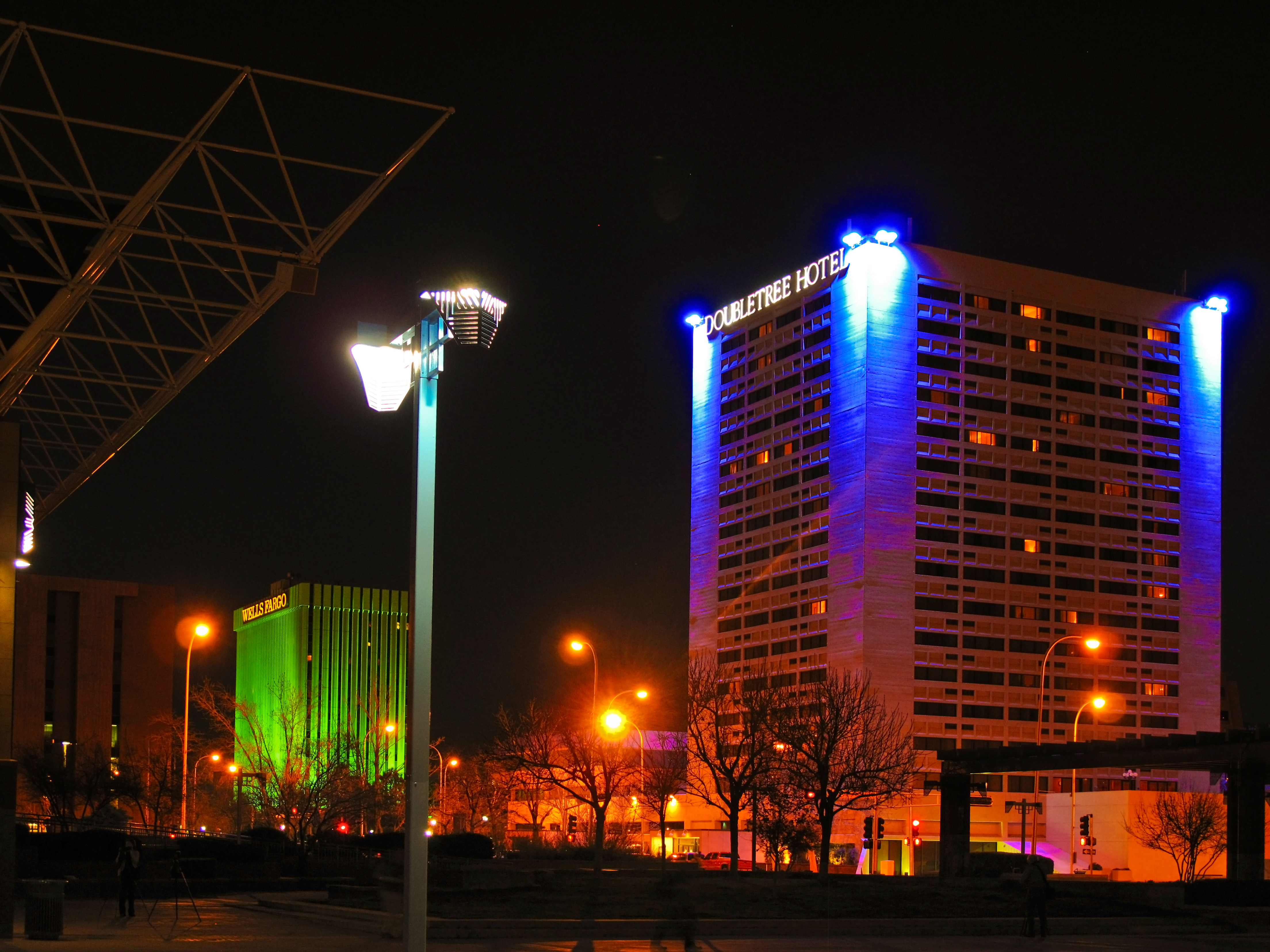
El Hotel Double Tree en Nuevo México

Nuevo México impone un Impuesto a los Ingresos Brutos (TRB) en muchas transacciones, que incluso pueden incluir algunos recibos gubernamentales. Esto se asemeja a un impuesto a las ventas pero, a diferencia de los impuestos a las ventas en muchos estados, se aplica tanto a los servicios como a los bienes tangibles. Normalmente, el proveedor o vendedor transfiere el impuesto al comprador, sin embargo, la incidencia legal y la carga se aplican a la empresa, como un impuesto especial. El estado impone la TRB y puede haber un componente de localidad adicional para producir una tasa impositiva total. A partir del 1 de julio de 2013, la tasa impositiva combinada varió de 5.125 % a 8.6875 %.
El estado, los condados y los distritos escolares imponen impuestos sobre la propiedad a los bienes inmuebles. En general, los bienes personales de uso personal no están sujetos a impuestos sobre la propiedad. Por otro lado, el impuesto a la propiedad se aplica a la mayoría de los bienes personales de uso comercial. El valor imponible de la propiedad es 1/3 del valor tasado. Se aplica una tasa impositiva de aproximadamente 30 fábricas al valor imponible, lo que resulta en una tasa impositiva efectiva de aproximadamente 1 %. En el año fiscal 2005, el millaje promedio fue de aproximadamente 26.47 para propiedades residenciales y 29.80 para propiedades no residenciales. Los valores evaluados de las residencias no pueden aumentarse en más del 3 % por año a menos que la residencia sea remodelada o vendida. Las deducciones de impuestos a la propiedad están disponibles para veteranos militares y jefes de familia.

### Riqueza y pobreza

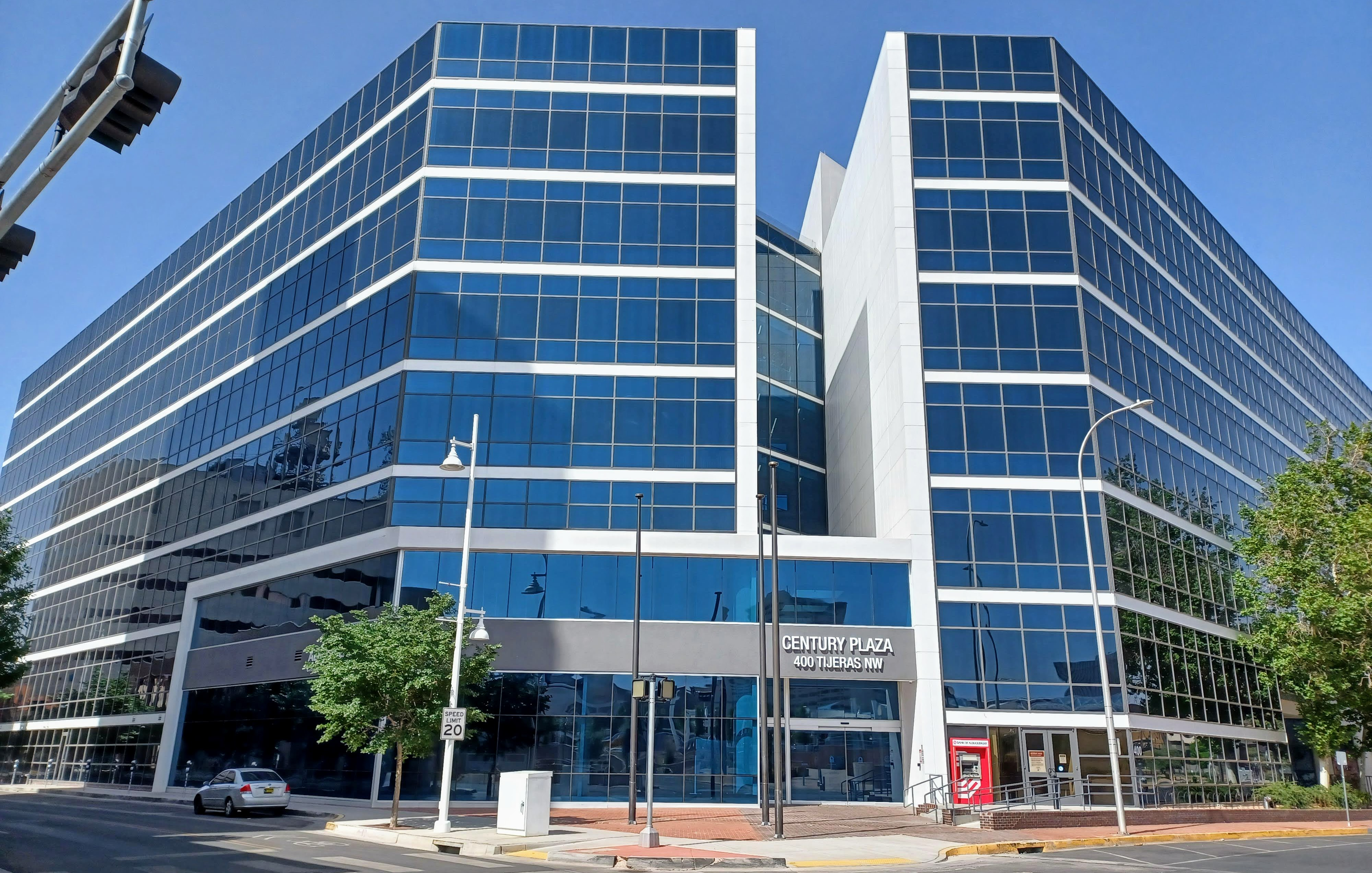
El Edificio Century Plaza en Albuquerque

Nuevo México es uno de los estados más pobres de EE. UU. y lleva mucho tiempo luchando contra la pobreza. Su índice de pobreza, de aproximadamente el 18 %, es uno de los más altos del país, solo superado por Luisiana y Misisipi. Casi el 30 % de los niños de Nuevo México vivían en la pobreza, un 40 % más que la media nacional. La gran mayoría de los nacimientos (72 %) fueron financiados por Medicaid, un programa federal de asistencia sanitaria para los pobres, el más alto de todos los estados. En mayo de 2021, alrededor del 44 % de los residentes estaban inscritos en Medicaid.
Nuevo México es uno de los ocho estados sin un multimillonario, ocupando el puesto 39 en la proporción de hogares con más de un millón de dólares de riqueza (5 %), y entre los catorce estados sin una empresa Fortune 500. El estado tiene un nivel relativamente alto de disparidad de ingresos, con un coeficiente de Gini de 0,4769, aunque por debajo de la media nacional de 0,486. La renta familiar es ligeramente inferior a 47 000 dólares, la cuarta más baja de EE. UU. La tasa de desempleo para junio de 2021 es del 7,9 %, empatada con Connecticut como la más alta del país, y cercana al máximo del 8,0 % para junio-octubre de 2010, tras la crisis financiera de 2007-2008.
El gobierno de Nuevo México ha promulgado varias políticas para hacer frente a la pobreza crónica, incluyendo la aprobación de un aumento del salario mínimo en enero de 2021 y la exigencia de la baja por enfermedad remunerada. El salario mínimo del estado, de 10,50 dólares, es superior al del gobierno federal y al de otros 34 estados; está previsto que aumente a 11,50 dólares el 1 de enero de 2022, y a 12,00 dólares el 1 de enero de 2023. Además, los condados y municipios han establecido sus propios salarios mínimos; el condado de Santa Fe promulgó una "Ordenanza de Salario Digno" el 1 de marzo de 2021, exigiendo 12,32 dólares.
La Legislatura de Nuevo México está considerando la implementación de un programa de ingreso básico garantizado en todo el estado dirigido a los residentes más pobres; si se promulga, sería solo el segundo estado de EE. UU. después de California con una política de este tipo. En agosto de 2021, Santa Fe anunció un programa piloto de un año de duración que proporcionaría un "estipendio de estabilidad" de 400 dólares mensuales a 100 padres menores de 30 años que asistan al Santa Fe Community College; los resultados del programa determinarán si el gobierno estatal sigue el ejemplo con sus propias propuestas de renta básica. Las Cruces, la segunda ciudad más grande del estado, está debatiendo oficialmente la promulgación de un programa similar.

## Transporte

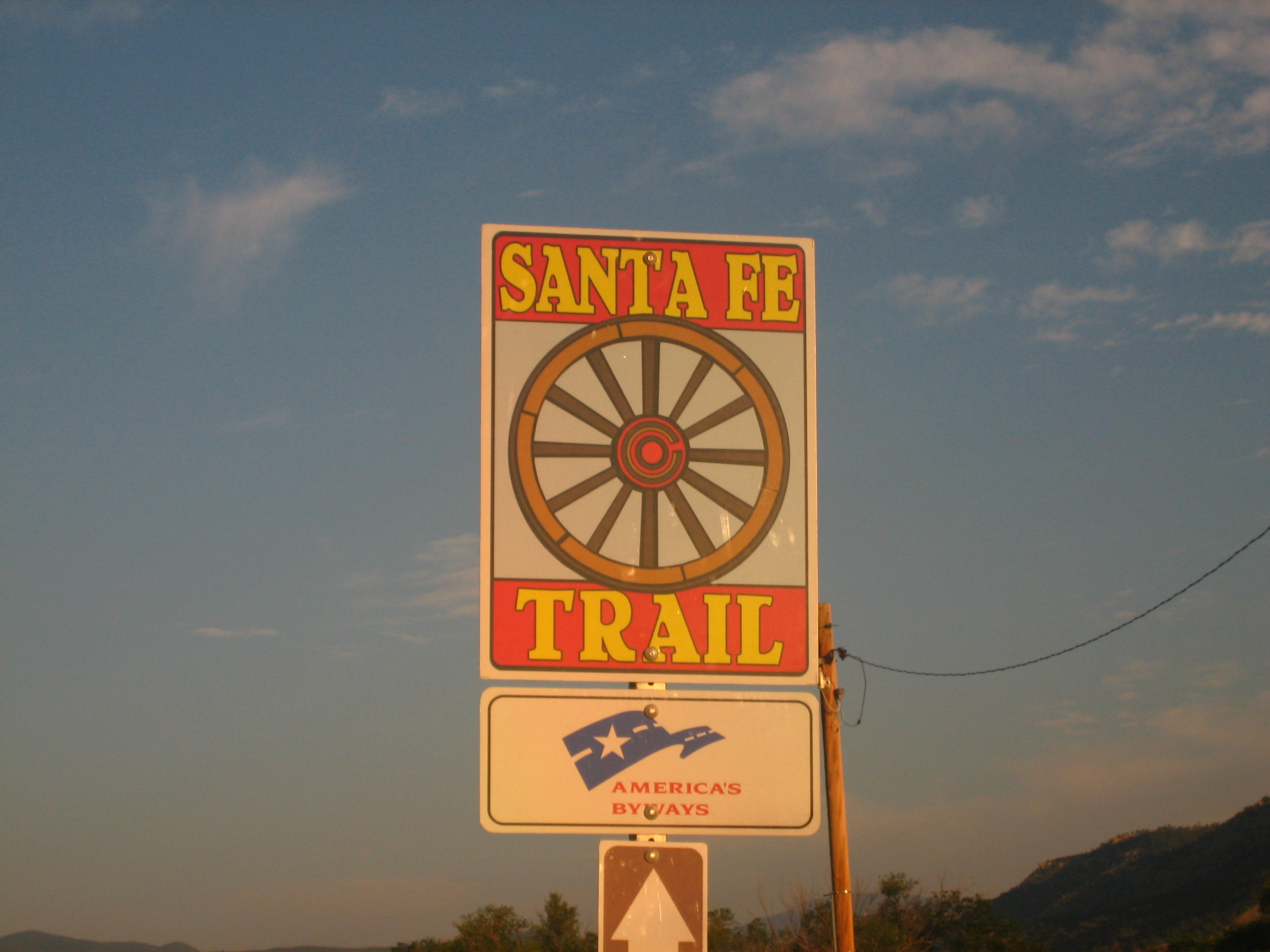
Sendero de Santa Fe en Cimarrón, Nuevo México

Nuevo México ha sido durante mucho tiempo un corredor importante para el comercio y la migración. Los constructores de las ruinas en Chaco Canyon también crearon una red radiante de caminos desde el misterioso asentamiento. La función comercial de Chaco Canyon se trasladó a Casas Grandes en el actual estado mexicano de Chihuahua, sin embargo, el comercio norte-sur continuó.
El comercio precolombino con las culturas mesoamericanas incluyó aves exóticas hacia el norte, conchas marinas y cobre. Turquesa, cerámica y sal fueron algunos de los bienes transportados al sur a lo largo del Río Grande. El comercio precolombino actual de Nuevo México es especialmente notable por realizarse a pie. La ruta comercial norte-sur más tarde se convirtió en un camino para los colonos con caballos que llegaban desde Nueva España, así como también para el comercio y la comunicación. La ruta se llamaba El Camino Real de Tierra Adentro.

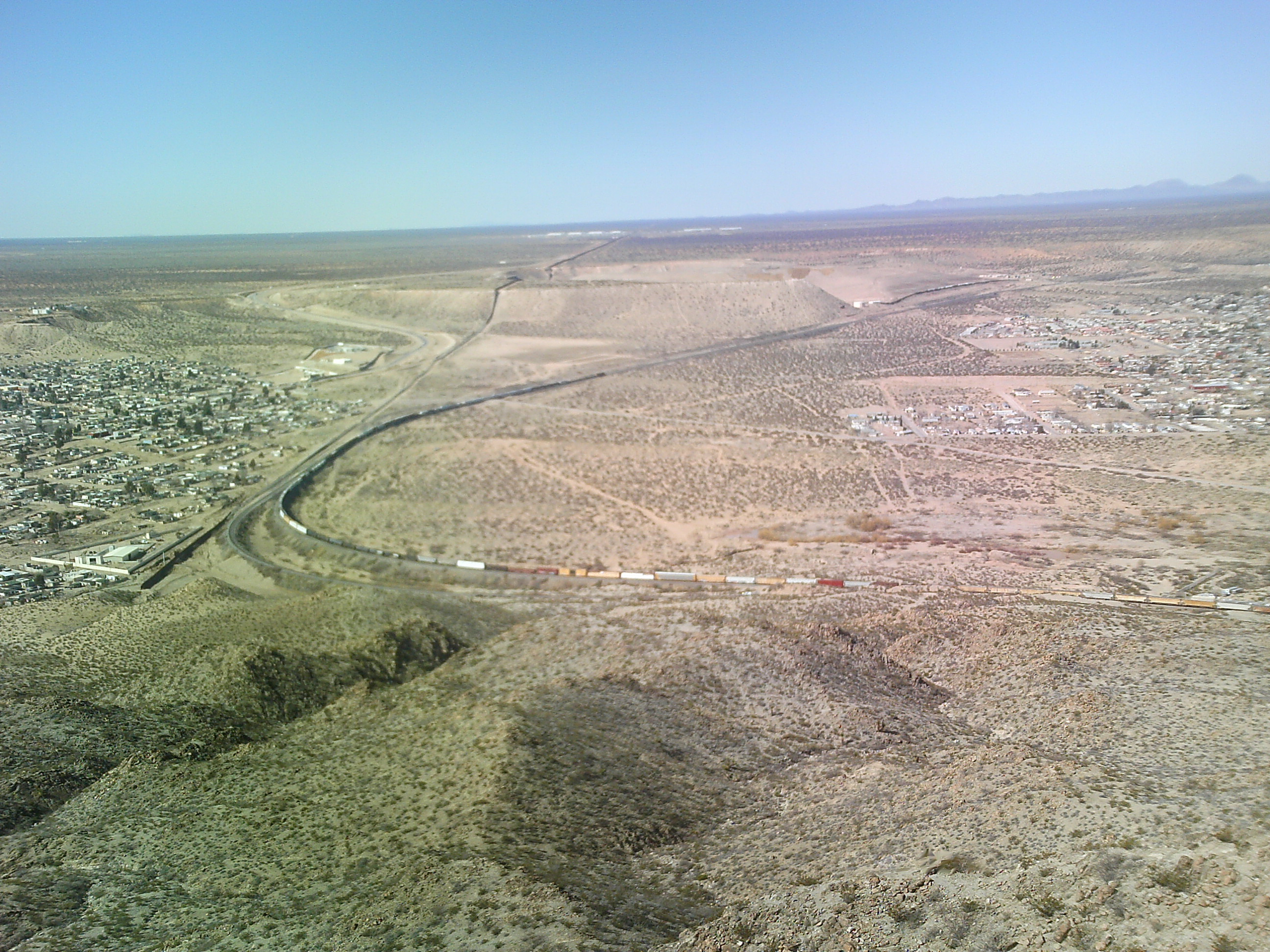
En esta foto, la frontera entre Estados Unidos y México divide Sunland Park y el estado mexicano de Chihuahua.

El sendero de Santa Fe fue el enlace vital de carreteras comerciales y militares del territorio estadounidense del siglo XIX con el este de los Estados Unidos. Todos con termini en el norte de Nuevo México, el Camino Real, el Camino de Santa Fe y el Viejo Camino Español son reconocidos como Senderos Históricos Nacionales. La latitud y los pases bajos de Nuevo México lo convirtieron en un atractivo corredor de transporte este-oeste. Como territorio, la Compra de Gadsden aumentó el área de tierra de Nuevo México con el propósito de la construcción de un ferrocarril transcontinental del sur, el del Ferrocarril del Pacífico Sur.
Otro ferrocarril transcontinental fue completado por el ferrocarril de Atchison, Topeka y Santa Fe. Los ferrocarriles esencialmente reemplazaron los senderos anteriores, pero provocaron un auge de la población. Las primeras rutas automotrices transcontinentales cruzaron más tarde el estado y trajeron más inmigrantes. Posteriormente, los ferrocarriles fueron complementados o reemplazados por un sistema de carreteras y aeropuertos. Hoy, las autopistas interestatales de Nuevo México se aproximan a las rutas terrestres anteriores del Camino Real, el sendero de Santa Fe y los ferrocarriles transcontinentales.

### Autopistas interestatales
Nuevo México solo tiene tres autopistas interestatales. En Albuquerque, la I-25 y la I-40 se encuentran en un intercambio de pila llamado The Big I.
La carretera interestatal 10 viaja en la parte suroeste de Nuevo México a partir de la línea de estado de Arizona cerca de Lordsburg hasta la línea de estado de Texas al sur pasando Las Cruces, cerca de El Paso, Texas.
La Interestatal 25 es una importante autopista interestatal norte-sur que comienza en Las Cruces, Nuevo México, hasta la línea de estado de Colorado cerca de Ratón. 

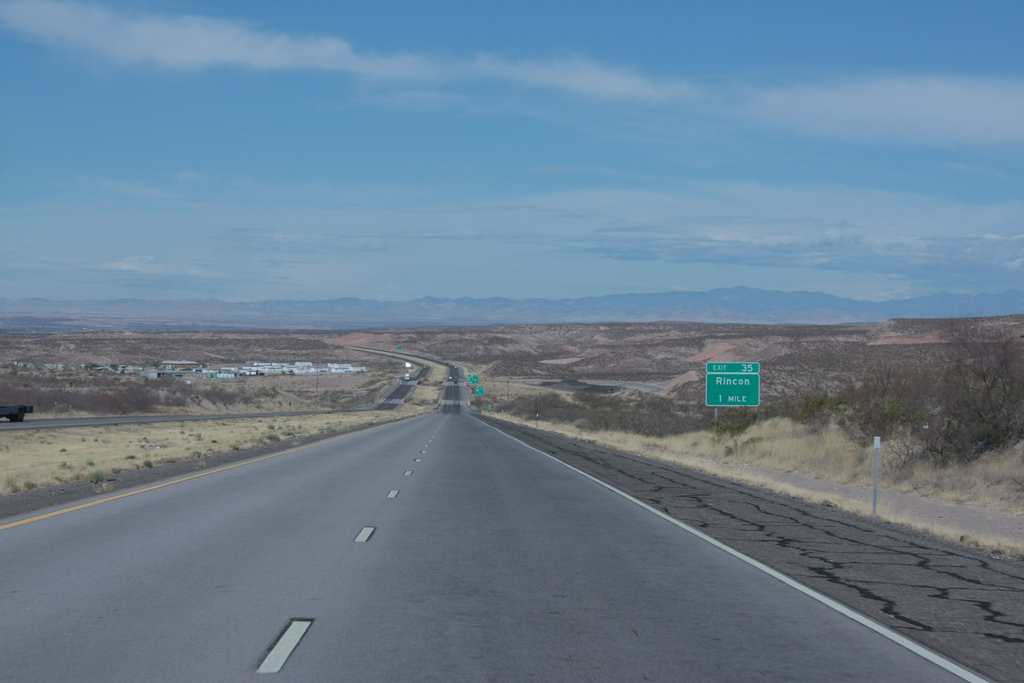
Interestatal 25 cerca de Rincón, Nuevo México

La Interestatal 40 es una importante autopista interestatal este-oeste que comienza desde la línea de estado de Arizona al oeste de Gallup hasta la línea de estado de Texas al este desde Tucumcari.

### Carreteras de Estados Unidos
Nuevo México tiene actualmente 15 carreteras de Estados Unidos. Esto incluye US 54, US 56, US 60, US 62, US 64, US 70, US 82, US 84, US 87, US 160, US 180, US 285, US 380, US 491 y US 550.
El US 66, The Mother Road, fue reemplazado por la I-40 en 1985. El US 85 actualmente no está firmado por el NMDOT, pero la AASHTO todavía lo reconoce. Se ejecuta en la misma traza con la I-10 y la I-25. US 666, The Devils Highway, fue reemplazado por US 491 en 2003 porque el número «666» es el «Número de la Bestia».

### La carretera

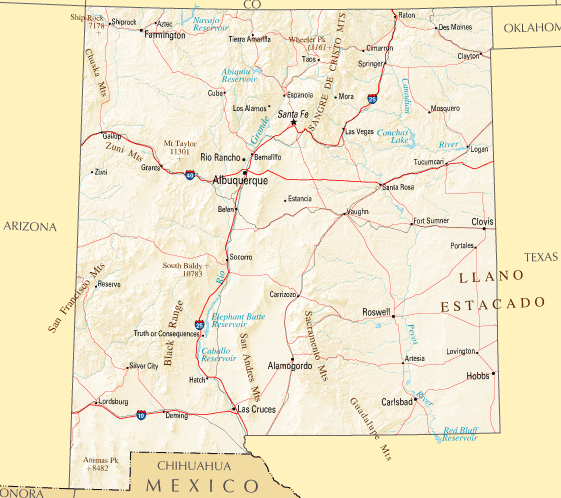
Mapa de carreteras de Nuevo México

Nuevo México ha tenido un problema con la conducción en estado de ebriedad, pero eso ha disminuido. Según Los Angeles Times, durante años, el estado tuvo las tasas más altas de accidentes relacionados con el alcohol en los Estados Unidos, Pero se ubicó en el puesto 25 en las tasas de accidentes fatales relacionados con el alcohol, a partir de julio de 2009.
El automóvil cambió el carácter de Nuevo México, marcando el inicio de la inmigración a gran escala al estado desde cualquier otro lugar de los Estados Unidos. Los colonos que se trasladaron al oeste durante la Gran Depresión y la cultura estadounidense posterior a la Segunda Guerra Mundial inmortalizaron la National Old Trails Highway, más tarde la Ruta 66 de los Estados Unidos. Hoy, Nuevo México depende en gran medida del automóvil para el transporte.
Nuevo México tenía 59 927 millas (96 440 km) de ruta por carretera a partir de 2000, de las cuales 7037 mi (11 320 km) reciben ayuda federal. En ese mismo año había 1614 km de autopistas, de las que 1000 eran pertenecían a las autopistas interestatales 10, 25 y 40. El número anterior aumentó con la mejora de las carreteras cercanas a Pojoaque, Santa Fe y Las Cruces a autopistas. La tasa de mortalidad en el tránsito en las carreteras fue de 1.9 muertes por millón de millas recorridas en 2000, la 13.ª tasa más alta entre los estados de Estados Unidos. Los puentes notables incluyen el Puente de la Garganta del Río Grande cerca de Taos. A partir de 2001, 703 puentes de carreteras, o el uno por ciento, fueron declarados «estructuralmente deficientes» o «estructuralmente obsoletos».
Americanos USA, LLC, Greyhound Lines y varios operadores gubernamentales proporcionan el transporte público rural e interurbano por carretera.

### Transporte público urbano

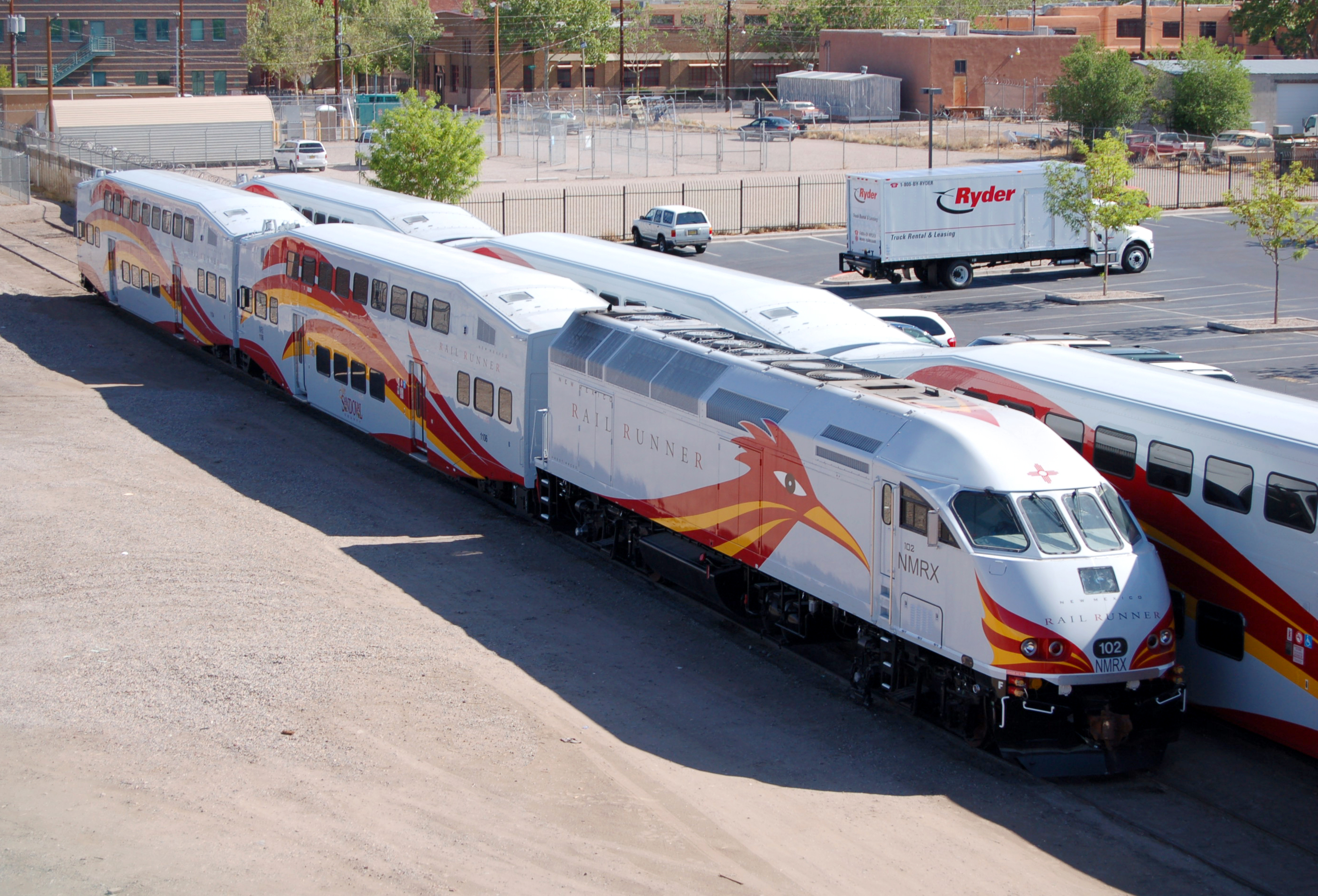
El New Mexico Rail Runner Express es un tren de cercanías que opera a lo largo del Valle Central del Río Grande.

El New Mexico Rail Runner Express es un sistema ferroviario de cercanías que sirve al área metropolitana de Albuquerque, Nuevo México. Comenzó a funcionar el 14 de julio de 2006. El sistema se extiende desde Belén hasta el centro de Santa Fe. Las ciudades más grandes de Nuevo México suelen tener algún tipo de transporte público por carretera; ABQ RIDE es el sistema más grande de este tipo en el estado.

### Ferrocarril

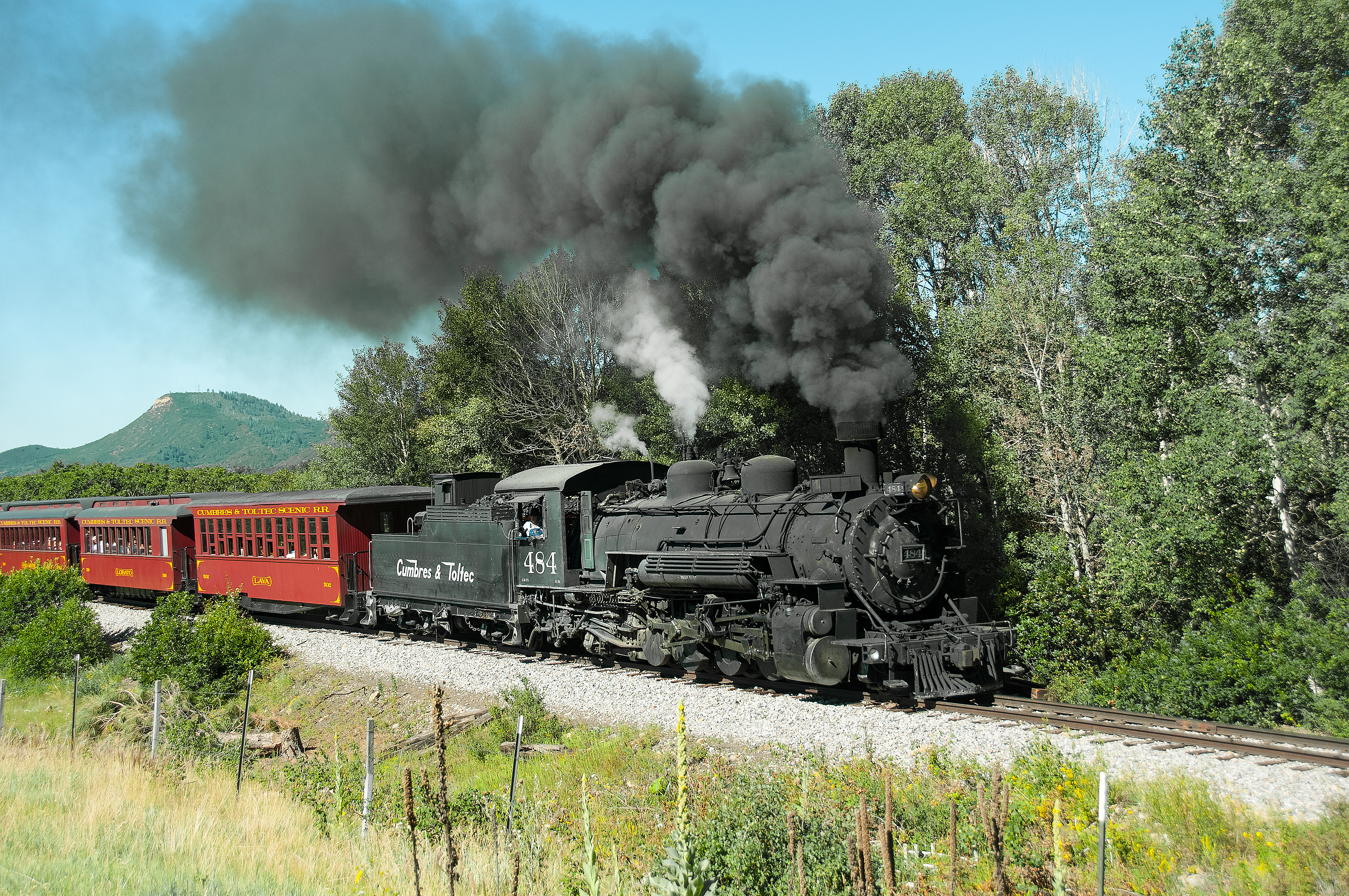
El ferrocarril escénico Cumbres y Tolteca

Había 2354 millas (3790 km) de rutas de ferrocarriles en el año 2000; este número aumentó con la apertura de la extensión del Rail Runner a Santa Fe. Además de los ferrocarriles locales y otras líneas turísticas, el estado posee y opera conjuntamente un ferrocarril de vapor patrimonial estrecho, el ferrocarril escénico Cumbres y Tolteca, con el estado de Colorado. Los ferrocarriles de vía estrecha alguna vez conectaron muchas comunidades en la parte norte del estado, desde Farmington hasta Santa Fe. 110 No menos de 100 ferrocarriles de diversos nombres y linajes han operado en la jurisdicción en algún momento. 8 El sistema de transporte ferroviario de Nuevo México alcanzó su altura en términos de longitud después de la admisión como estado; en 1914 once ferrocarriles operaron 3124 millas de ruta.
Los topógrafos ferroviarios llegaron a Nuevo México en la década de 1850.Los primeros ferrocarriles incorporados en 1869. 9 El primer ferrocarril operacional, el Ferrocarril Atchison, Topeka y Santa Fe (ATSF), ingresó al territorio a través del lucrativo y disputado Paso de Ratón en 1878. Finalmente llegó a El Paso, Texas en 1881 y con el Southern Pacific Railroad creó el segundo ferrocarril transcontinental de la nación con un cruce en Deming. El Southern Pacific Railroad ingresó al territorio desde el Territorio de Arizona en 1880.(9, 18, 58-59) El ferrocarril de Denver y Río Grande, que generalmente usaría equipo de vía estrecha en Nuevo México, ingresó al territorio desde Colorado y comenzó el servicio a Española el 31 de diciembre de 1880.(95–96) Estos primeros ferrocarriles se construyeron como corredores de larga distancia, más tarde la construcción del ferrocarril también tuvo como objetivo la extracción de recursos mineros.

### Ferrocarril de Carga
Nuevo México es servido por dos ferrocarriles de clase I, el BNSF Railway y el Union Pacific Railroad. Combinados, operan 2200 millas (3540 km) de ruta de ferrocarril en el estado.

### Pasajero

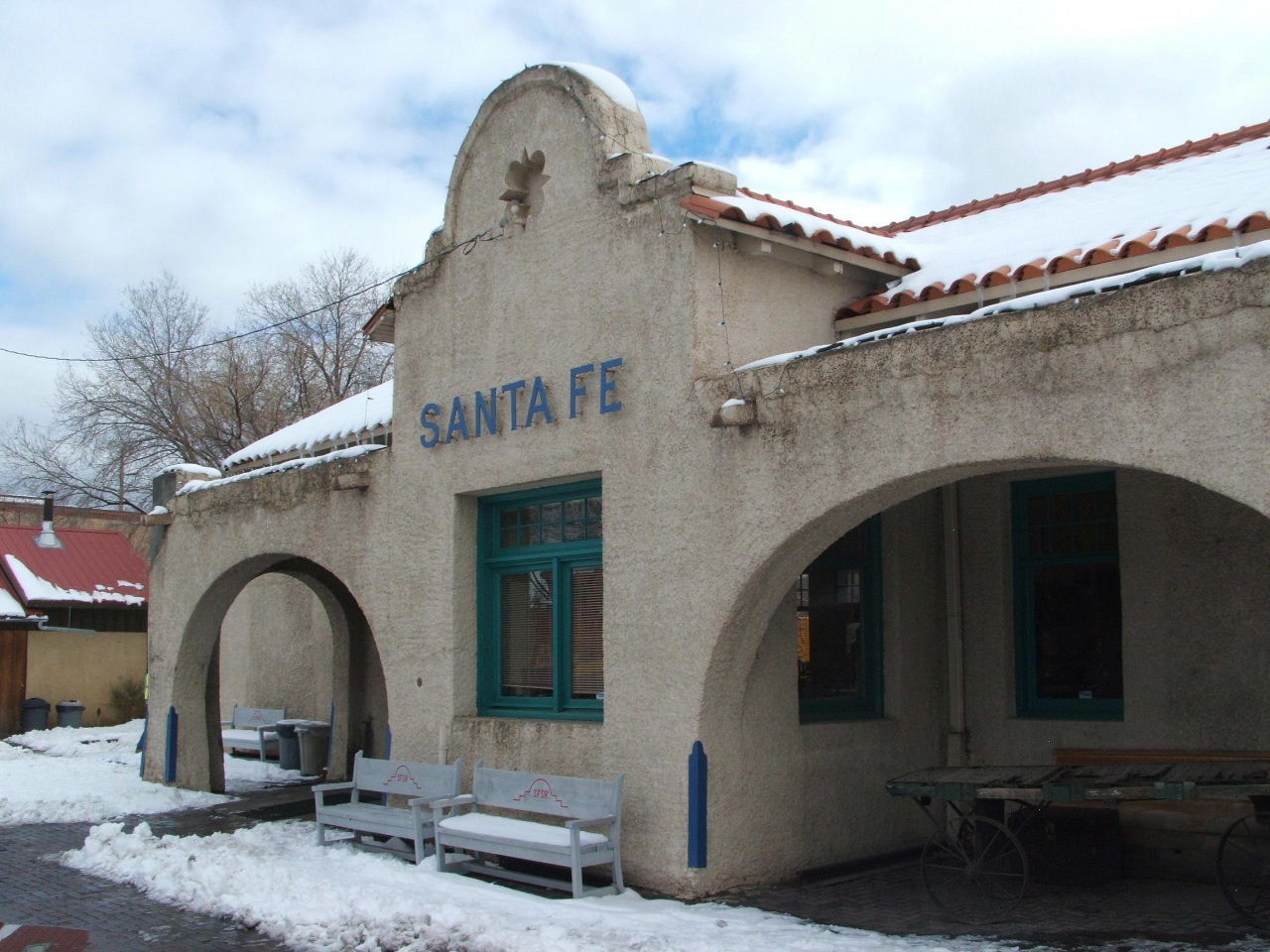
Estación de tren del centro de Santa Fe

Una operación de trenes de cercanías, el New Mexico Rail Runner Express, conecta la capital del estado, su ciudad más grande y otras comunidades. El ferrocarril estatal de propiedad privada comenzó a funcionar en julio de 2006. Toda la línea del ferrocarril BNSF desde Belén hasta Ratón, Nuevo México, se vendió al estado, en parte para la construcción de la fase II de esta operación, que se inauguró en diciembre de 2008. La Fase II de Rail Runner extendió la línea hacia el norte hasta Santa Fe desde la estación del condado de Sandoval, la estación más al norte bajo el servicio de la Fase I. El servicio ahora conecta los condados de Santa Fe, Sandoval, Bernalillo y Valencia. Los trenes conectan la base de población de Albuquerque y el distrito central de negocios con el centro de Santa Fe con hasta ocho viajes de ida y vuelta en un día. La sección de la línea que va hacia el sur hasta Belén se sirve con menos frecuencia. Rail Runner opera el servicio programado siete días a la semana.

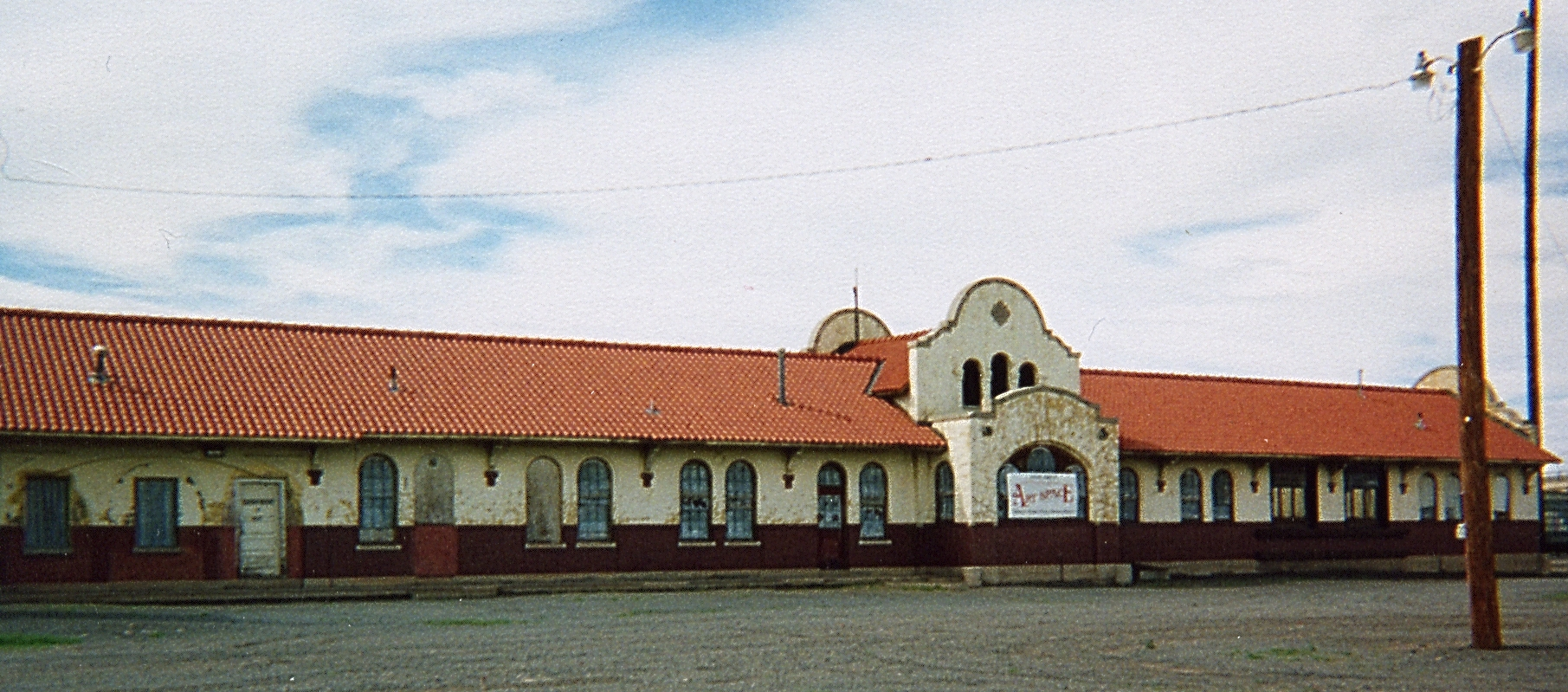
La estación de trenes de Tucumcari

Con el auge del transporte ferroviario, muchos asentamientos crecieron o se fundaron y el territorio se convirtió en un destino turístico. Ya en 1878, la ATSF promovió el turismo en la región con énfasis en las imágenes de los nativos americanos.: 64 Los trenes con nombre a menudo reflejaban el territorio que viajaban: Super Chief, el sucesor aerodinámico del Jefe; Navajo, uno de los primeros tren turístico transcontinental; y Cavern, una operación a través del automóvil que conecta Clovis y Carlsbad (a principios de la década de 1950 como tren 23-24),: 49-50: 51 fueron algunos de los trenes de pasajeros nombrados de la ATSF que connotaban Nuevo México.
El servicio de trenes de pasajeros una vez conectó nueve de las diez ciudades más pobladas actuales de Nuevo México (la excepción es Río Rancho), mientras que hoy el servicio de trenes de pasajeros conecta dos: Albuquerque y Santa Fe. Con el declive de la mayoría del servicio ferroviario interurbano en los Estados Unidos a fines de la década de 1960, Nuevo México se quedó con servicios mínimos. No menos de seis trenes diarios de ida y vuelta de larga distancia complementados por muchos trenes de línea y trenes locales sirvieron a Nuevo México a principios de la década de 1960.
La disminución de los ingresos de los pasajeros, pero no necesariamente la cantidad de pasajeros, llevó a muchos ferrocarriles a entregar sus servicios de pasajeros en forma truncada a Amtrak, una empresa estatal. Amtrak, también conocida como National Passenger Railroad Corporation, comenzó a operar las dos rutas de larga distancia existentes en mayo de 1971. Resurrección del servicio ferroviario de pasajeros de Denver a El Paso, una ruta que alguna vez fue utilizada en parte por El Pasoan de ATSF, : 37 ha sido propuesta a lo largo de los años. Ya en la década de 1980, el exgobernador Toney Anaya propuso construir una línea de ferrocarril de alta velocidad que conectara las dos ciudades con las principales ciudades de Nuevo México. Front Range Commuter Rail es un proyecto para conectar Wyoming y Nuevo México con trenes de alta velocidad.
El Southwest Chief de Amtrak pasa diariamente en las estaciones de Gallup, Albuquerque, Lamy, Las Vegas y Raton, ofreciendo conexiones a Los Ángeles, Chicago y puntos intermedios. El Southwest Chief es un tren rápido de larga distancia de Amtrak, y se le permite una velocidad máxima de 90 mph (140 km/h) en varios lugares en las vías del ferrocarril BNSF. También opera en el seguimiento de New Mexico Rail Runner Express. El Southwest Chief es el sucesor del Super Chief y El Capitán. : 115 El aerodinámico Super Chief, uno de los favoritos de las primeras estrellas de Hollywood, fue uno de los trenes más famosos de los Estados Unidos y uno de los más apreciados por su lujo y exotismo —los vagones de tren fueron nombrados por tribus nativas americanas regionales y equipados con la obra de arte de muchos artistas locales—, pero también por su velocidad: tan solo 39 horas y 45 minutos hacia el oeste.
Sunset Limited hace paradas tres veces a la semana en ambas direcciones en Lordsburg y Deming, y sirve a Los Ángeles, Nueva Orleans y puntos intermedios. Sunset Limited es el sucesor del tren del mismo nombre del Southern Pacific Railroad y opera exclusivamente en la vía Union Pacific en Nuevo México.

### Aeroespacial

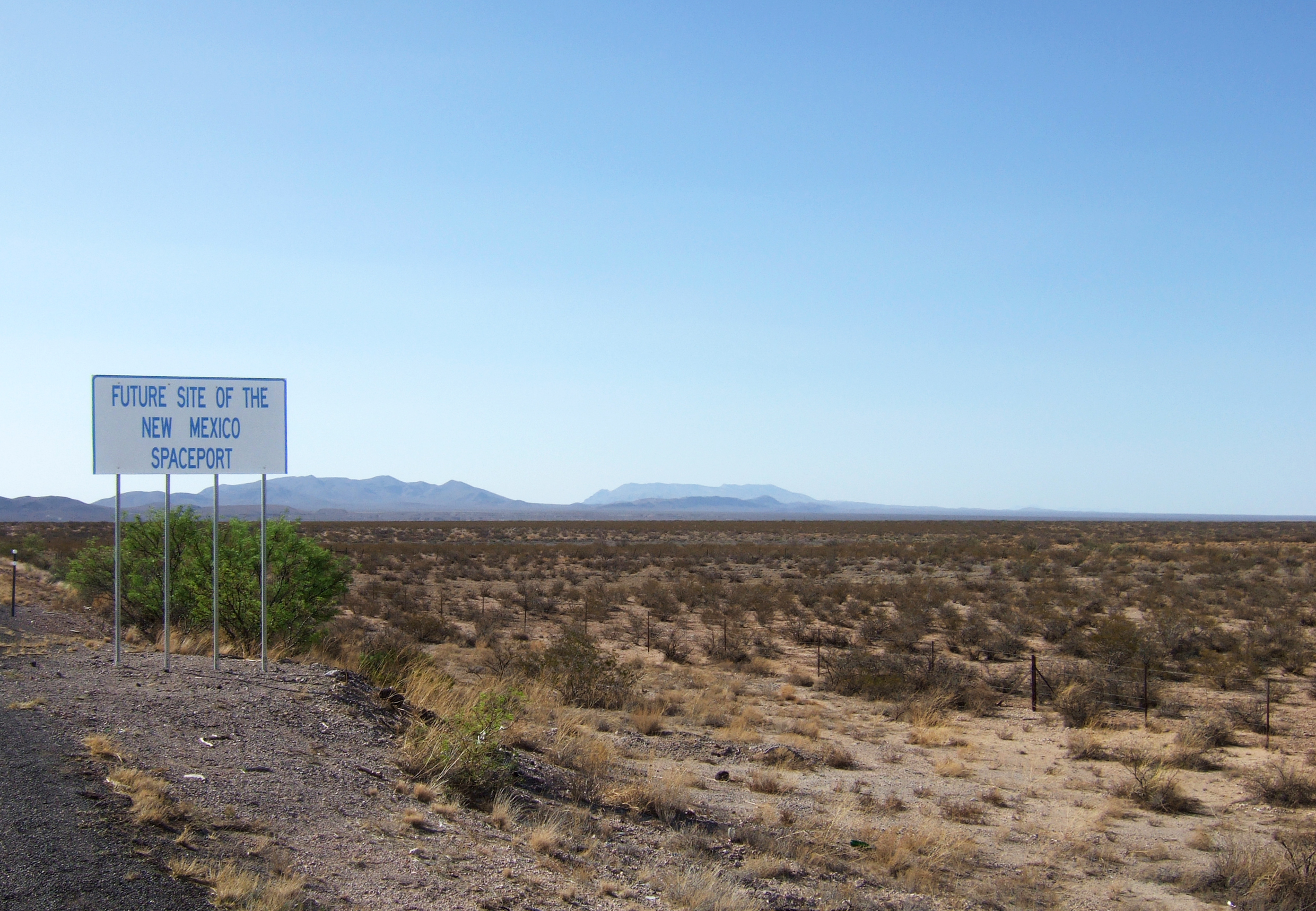
Un letrero en el sur de Nuevo México que indica el «sitio futuro del puerto espacial de Nuevo México»

El Albuquerque International Sunport es el principal puerto de entrada del estado para el transporte aéreo.
Upham, cerca de Truth or Consequences, es la ubicación del primer puerto espacial comercial construido a propósito y operacional del mundo, Spaceport America. Los lanzamientos de cohetes comenzaron en abril de 2007. Está sin desarrollar y tiene un inquilino, UP Aerospace, que lanza pequeñas cargas útiles. Virgin Galactic, una compañía de turismo espacial, planea hacer de esta su base operativa principal.

## Gobierno
La Constitución del Estado de Nuevo México es el documento de mayor rango jurídico estatal que rige la estructura política y de derecho del Estado. Fue aprobada por una Convención Constituyente el 21 de noviembre de 1910 y ratificada por voto popular el 5 de noviembre de 1911. Entró en vigencia luego de ser admitida en la unión el 6 de enero de 1912. En su artículo 2 contiene una carta de derechos. La Constitución de 1912, como se ha enmendado, dicta la forma de gobierno en el estado.
Michelle Lujan Grisham, ganó la elección el 6 de noviembre de 2018, y se convirtió en la primera mujer demócrata elegida gobernadora de Nuevo México. Su término expirarán en enero de 2023. Los gobernadores sirven por un periodo de cuatro años y pueden buscar la reelección.

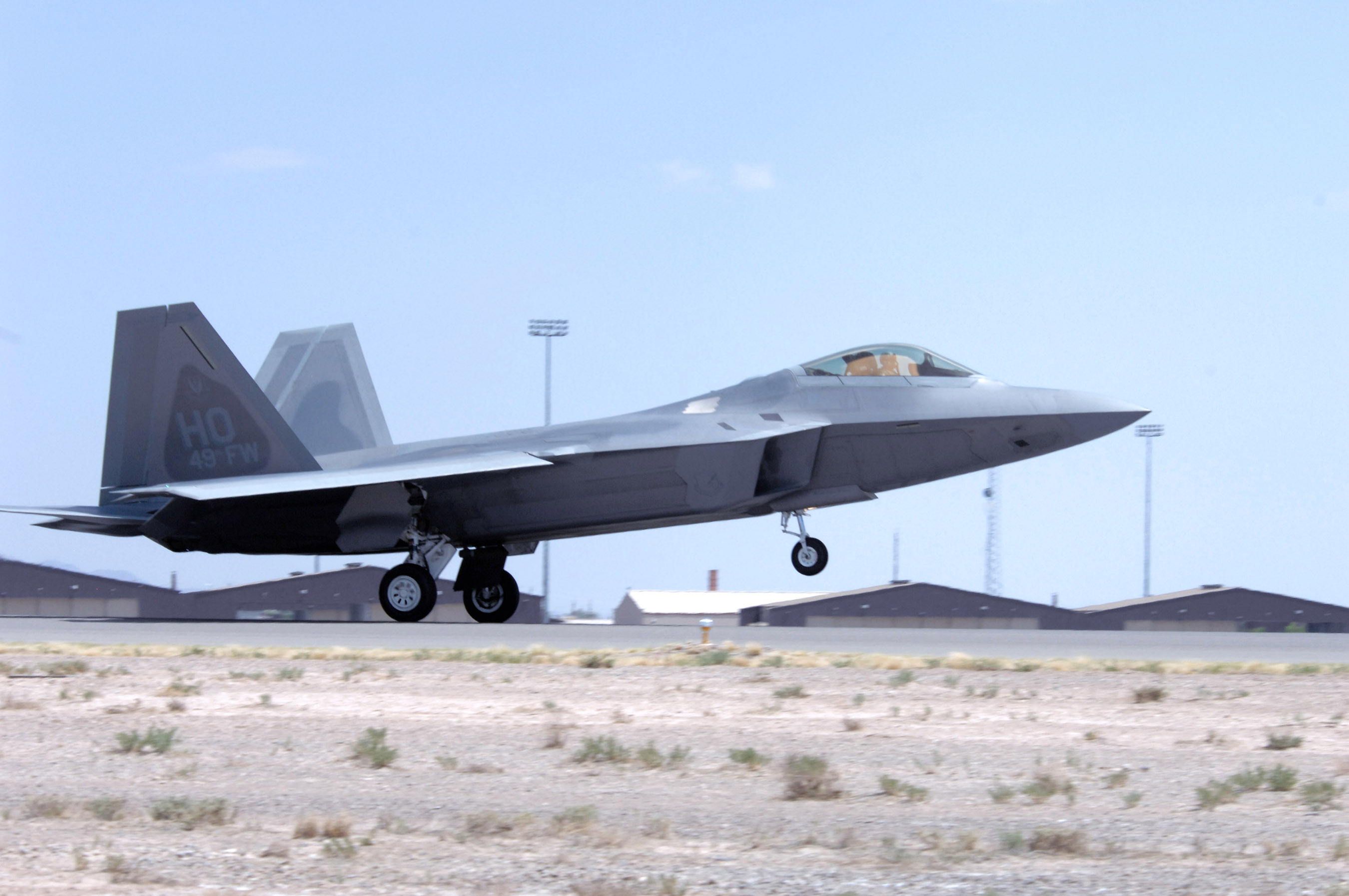
El F-22 Raptor volando sobre la Base de la Fuerza Aérea Holloman sede del Ala 49.

Otros oficiales constitucionales, todos cuyo periodo también expiró en enero de 2011, incluyen a la ministra de Asuntos Exteriores Mary Herrera, el ministro de Justicia Gary King, al auditor estatal Hector Balderos, al Comisionado de Tierras Pat Lyons, y al Tesorero del Estado, James B. Lewis. Herrera, King, Balderos y Lewis son demócratas, Lyons es republicano.
La Legislatura del Estado consiste de una Cámara de Representantes de 70 asientos y un Senado de 42 asientos.
El Partido Demócrata generalmente domina la política estatal, y desde 2004 el 50 % de votantes se registró como demócratas, el 33 % republicanos, y el 17 % no se afilió con ninguno de los dos partidos principales.
Envió al demócrata Jeff Bingaman al Senado de los Estados Unidos hasta enero de 2013 y al republicano Pete V. Domenici hasta enero de 2009. Los republicanos Steve Pearce y Heather Wilson y el demócrata Tom Udall representan al estado en la Cámara de Representantes de los Estados Unidos.

### Política

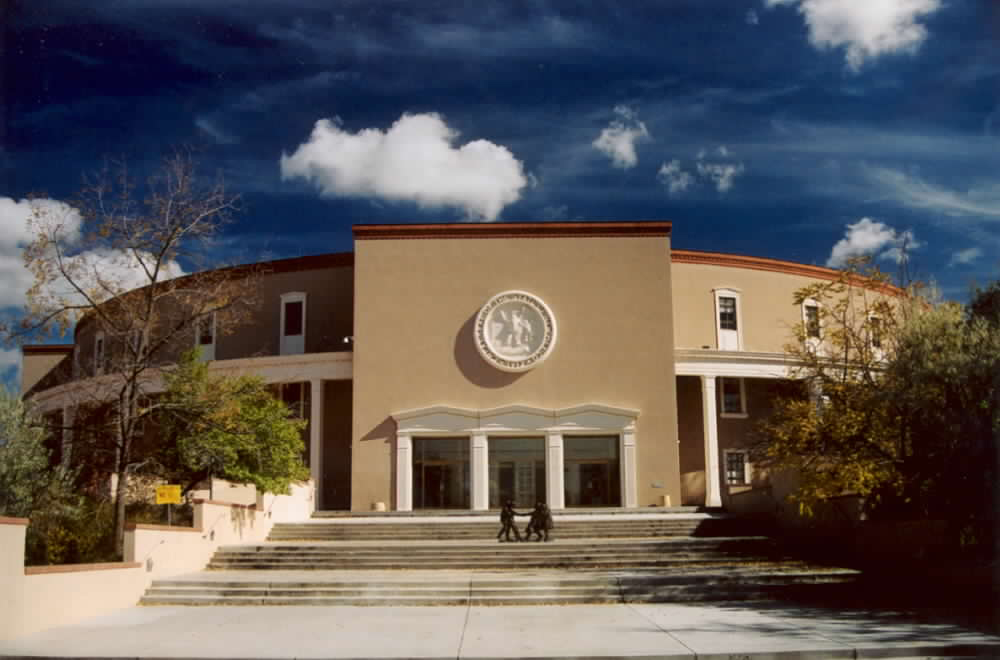
El Capitolio de Nuevo México en Santa Fe.

En la política nacional, ha apoyado electoralmente a todos los que se han convertido en presidentes desde su constitución como estado, con dos excepciones. En estas excepciones, los neomexicanos apoyaron al presidente republicano Gerald Ford por encima del gobernador de Georgia Jimmy Carter en 1976, y al Vicepresidente demócrata Al Gore por encima del gobernador de Texas George W. Bush en 2000. Ningún candidato presidencial ha ganado con mayoría absoluta desde George H. W. Bush en 1988, y ningún demócrata lo ha hecho desde Lyndon B. Johnson en 1964.
Apoyó a los demócratas en 1992, 1996, y 2000. Fue uno de los dos estados que únicamente apoyaron a Al Gore en 2000 y a George Bush en 2004 (el otro estado fue Iowa). En 2004, George W. Bush ganó las elecciones del estado por un margen de tan solo 0.8 puntos porcentuales con el 49.8 % de los votos. El demócrata John Kerry ganó en Albuquerque, Las Cruces, dos condados del noroeste y por márgenes más grandes en seis condados del norte (Santa Fe, Río Arriba, Taos, Mora, San Miguel, y Guadalupe).
Los principale partidos políticos son el Demócrata y el Republicano; entre los menos influyentes están los Verdes de Nuevo México, el Partido Constitucional y el Libertario.

## Educación

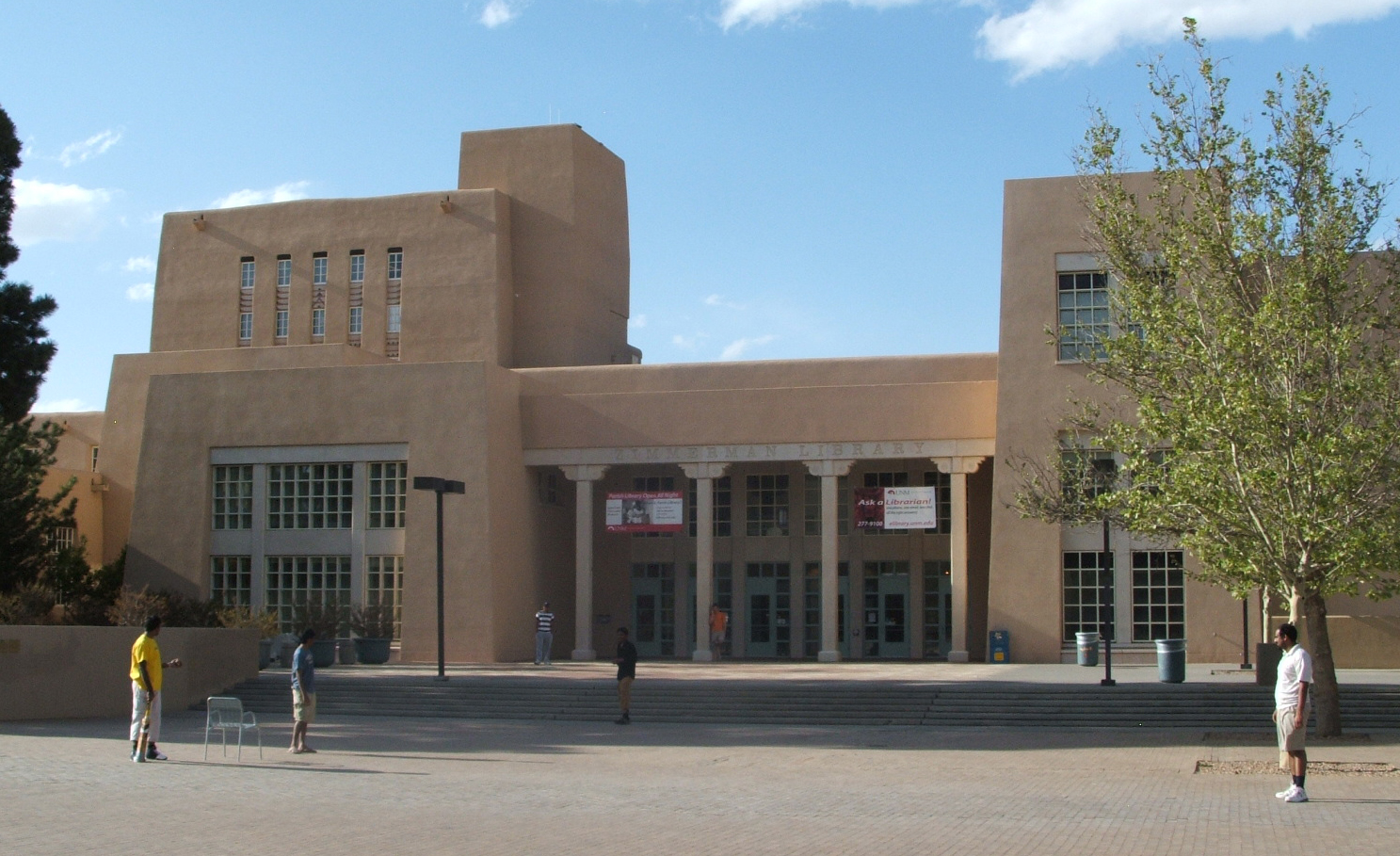
La biblioteca Zimmerman de la Universidad de Nuevo México.

Debido a su población relativamente baja y a los numerosos centros de investigación financiados por el gobierno federal, Nuevo México tenía en 2000 la mayor concentración de doctores de todos los estados. El condado de Los Álamos, que alberga el laboratorio nacional del mismo nombre, es el estado con más titulados superiores, con un 38,7 % de los residentes, es decir, 4899 de 17.950. Sin embargo, en los estudios que miden la calidad de la educación primaria y secundaria, el estado suele ocupar los últimos puestos: ocupa el puesto 34 en gasto público en educación, pero, según algunos indicadores, es el último en rendimiento y calidad general, con algunas de las tasas de abandono escolar más altas y los resultados más bajos en matemáticas y lectura.
Según los estándares nacionales, Nuevo México tiene una de las concentraciones más altas de personas que no terminaron la escuela secundaria o tienen alguna educación universitaria, aunque por un margen bajo: Algo más del 14 % de los residentes no tenían el título de bachillerato, en comparación con la tasa nacional del 11,4 %, la quinta más baja de los 52 estados y territorios de EE UU. Casi una cuarta parte de los mayores de 25 años (23,9 %) no terminó la universidad, en comparación con el 21 % a nivel nacional. Nuevo México se encuentra entre los diez últimos estados en cuanto a la proporción de residentes con un título de licenciatura o superior (27,7 %), pero ocupa el puesto 21 en cuanto a doctores (12,2 %); la media nacional es del 33,1 % y del 12,8 %, respectivamente. En 2020, el número de doctores era de 300, lo que situaba al estado en el puesto 34 de Estados Unidos.

En 2018, un juez estatal emitió un fallo histórico en el sentido de que "Nuevo México está violando los derechos constitucionales de los estudiantes en riesgo al no proporcionarles una educación suficiente", en particular aquellos con antecedentes indígenas, no angloparlantes y de bajos ingresos. 

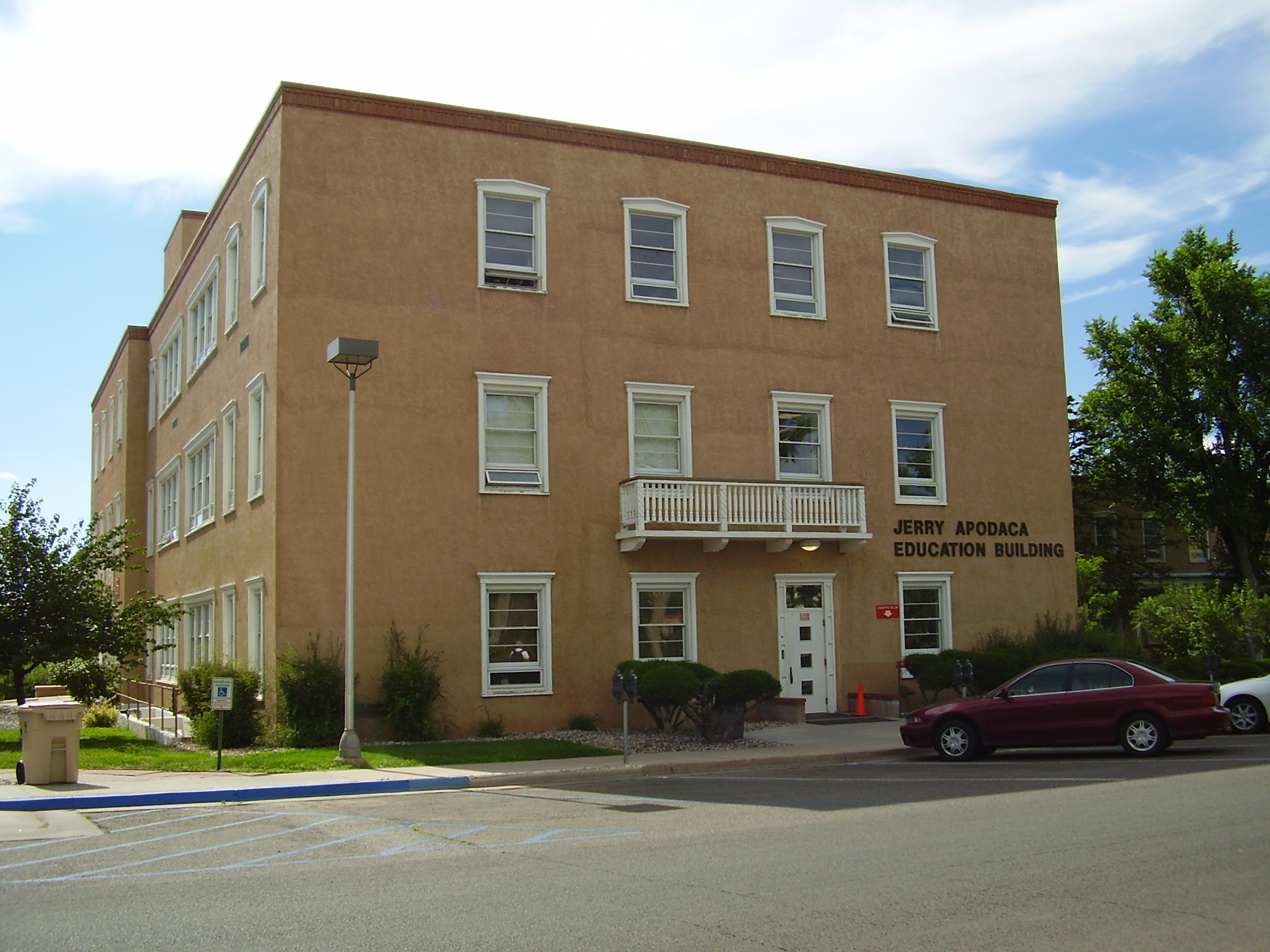
Edificio Jerry Apodaca, la sede del Departamento de Educación Pública de Nuevo México.

El tribunal ordenó al gobernador y a la legislatura que proporcionaran un sistema adecuado antes de abril de 2019; en respuesta, Nuevo México aumentó los salarios de los maestros, financió un año escolar extendido, amplió los programas de educación infantil preescolar y desarrolló una fórmula presupuestaria para entregar más fondos a las escuelas que atienden a estudiantes en riesgo y de bajos ingresos. Sin embargo, muchos activistas y funcionarios públicos sostienen que estos esfuerzos siguen siendo insuficientes, en particular con respecto a las escuelas y los estudiantes indígenas.

### La educación primaria y secundaria
La Pública de Nuevo México del Departamento de Educación supervisa el funcionamiento de las escuelas primarias y secundarias.
Hay importantes esfuerzos por la recuperación de la lengua española en el estado de Nuevo México, pues la educación bilingüe es fundamental para la población debido a su diversidad lingüística. Además, no solo el español se está recuperando, sino también algunos idiomas indígenas del estado como el navajo, zuñi o comanche, entre otros[cita requerida].

## Demografía
Tiene una población de 2 095 428 personas. El censo de los Estados Unidos consulta a la población por su adscripción a grupos étnicos (hispano o no hispano) y a una clasificación racial. En Nuevo México:
- El 49.1 % son hispanos o latinos (entre los que predominan los descendientes de colonizadores españoles y mexicanos).
- La población no hispana se desglosa como sigue:

- El 37.1 % son blancos (descendientes de otros europeos, excluyendo españoles).
- El 10.9 % son amerindios (nativos americanos).
- El 2.6 % son afroamericanos.
- El 1.8 % son asiáticos.
- El resto lo conforman personas de otras razas.

| Composición Racial       | 1970   | 1990   | 2000   | 2010   | 2020   |
| ------------------------ | ------ | ------ | ------ | ------ | ------ |
| Hispano o Latino         | 37.4 % | 38.2 % | 42.1 % | 46.3 % | 47.7 % |
| Blancos no hispanos      | 53.8 % | 50.4 % | 44.7 % | 40.5 % | 36.5 % |
| Nativos                  | 7.2 %  | 8.9 %  | 9.5 %  | 9.4 %  | 10.0 % |
| Negros                   | 1.9 %  | 2.0 %  | 1.9 %  | 2.1 %  | 2.1 %  |
| Asiático                 | 0.2 %  | 0.9 %  | 1.1 %  | 1.4 %  | 1.8 %  |
| otro isleño del Pacífico | –      | –      | 0.1 %  | 0.1 %  | 0.1 %  |
| Otro                     | 0.6 %  | 12.6 % | 17.0 % | 15.0 % | 15.0 % |
| Multiracial              | –      | –      | 3.6 %  | 3.7 %  | 19.9 % |

El 49 % de la población es de origen hispanoamericano. La mayor parte de los habitantes hispanoamericanos son descendientes de los españoles que, procedentes de México, llegaron en los siglos XVI y XVII. También hay inmigrantes llegados desde México más recientemente. Es una corriente migratoria que aún continúa. Otro 10.9 % de los habitantes son nativos americanos, descendientes de los nativos pobladores de estas tierras. Este es el estado con más población indígena de los Estados Unidos.
Los indios de Nuevo México pertenecen a uno de los siguientes pueblos: navajos, indios pueblo, repartidos en 21 pueblos independientes, y apaches. Una gran parte de los indios viven en reservas diseminadas por todo el estado. Los indios pueblo son los que más se hispanizaron y más se mestizaron con los descendientes de los españoles. La mayor parte del resto de los habitantes del estado son anglo-estadounidenses, descendientes de los llegados a partir de 1848, año en que pasó a ser territorio de los Estados Unidos.
La población de origen hispanoamericano es la de más rápido crecimiento. Es el estado con mayor porcentaje de personas hispanas de todo Estados Unidos.
| Gráfica de evolución demográfica de Nuevo México entre 1850 y 2010 |
|                                                                    |

### Ciudades importantes

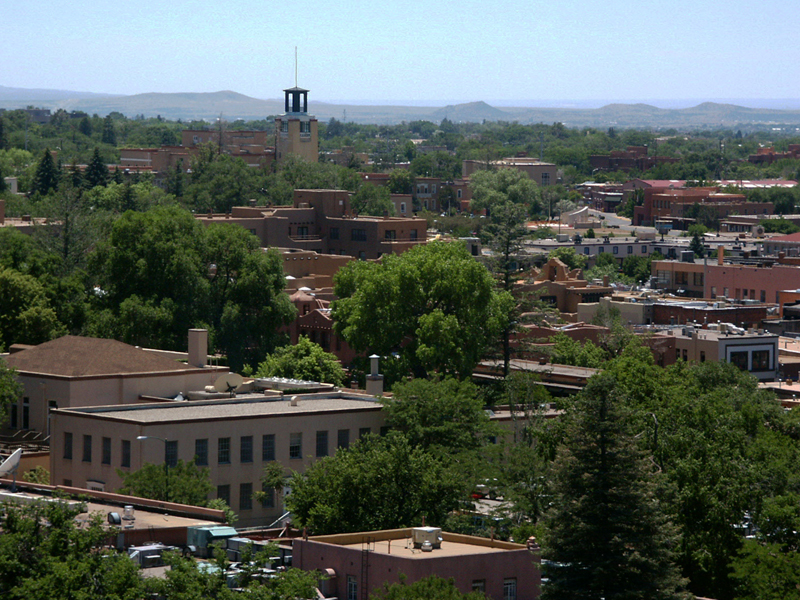
Santa Fe es la capital del estado y la cuarta ciudad más poblada.

Santa Fe es la capital del estado y está situada en el norte, aunque Albuquerque es la ciudad más grande de Nuevo México. Las Cruces está al sur del estado, muy cerca de la frontera con Texas y México. Clovis se encuentra en el este del estado, en la frontera con Texas, a 300 kilómetros de Albuquerque y a 150 kilómetros de Roswell. El aeropuerto más cercano está en Lubbock, Texas, a 150 kilómetros de Clovis.
Las ciudades más pobladas del estado son Albuquerque (530 000 habitantes), Las Cruces (86 000 habitantes) y Santa Fe (72 000 habitantes). Esas cifras se refieren solo al área urbana, sin incluir el resto de los habitantes de cada condado.

### Religión
En el estado aún existe la práctica del religiones antiguas pertenecientes a los nativos americanos, las viejas deidades de los indígenas son respetados y venerados en muchas comunidades nativas del estado. Los zuñis, los navajos y apaches han sabido custodiar celosamente sus lugares sagrados y sus recintos de culto.

El cristianismo de la Iglesia católica es la estructura religiosa más importante por su alto número de creyentes de origen español, mexicano, irlandés, francés e indígena; la segunda estructura cristiana en importancia son diversos grupos protestantes que llegaron con los colonos estadounidenses de origen inglés, neerlandés y alemán; algunos indígenas adoptaron el protestantismo.

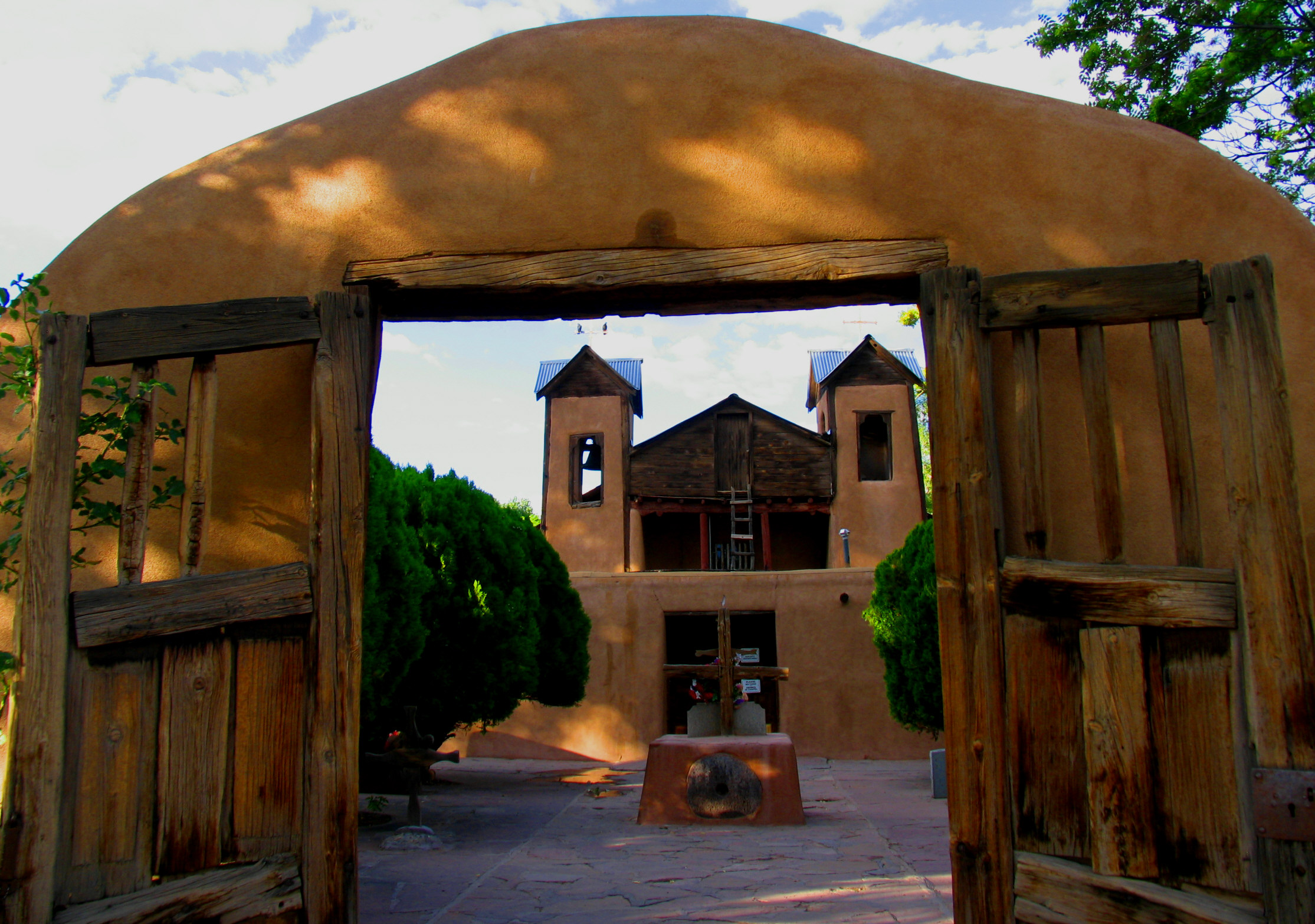
El Santuario de Chimayó es el refugio de fe más importante del estado.

La fe mormona es otro grupo religioso de gran transcendencia dentro del estado por sus cercanías con el estado de Utah, así también otros grupos religiosos de gran tradición histórica en los Estados Unidos como los pentecostales, los presbiterianos o los bautistas.
Los primeros judíos eran sefardíes, durante el periodo colonial de Nueva España, y que fueron perseguidos por el Santo Oficio de la iglesia católica en la Ciudad de México; por la lejanía con la capital del virreinato, los sefardíes se establecieron en Santa Fe y en algunos ranchos de la región, manteniendo sus creencias de manera discreta.
Religión 2019
- Cristianos – 75 %% 
  - Protestantes – 41 %
  - Católicos – 34 %
- Otros religiosos – 4 %
- Sin religión – 21 %

Población por religión
- Diversos grupos Protestantes – 858 950
- Iglesia Católica – 712 300
- Otras religiones – 83 800
- Sin religión – 439 950

### Idiomas

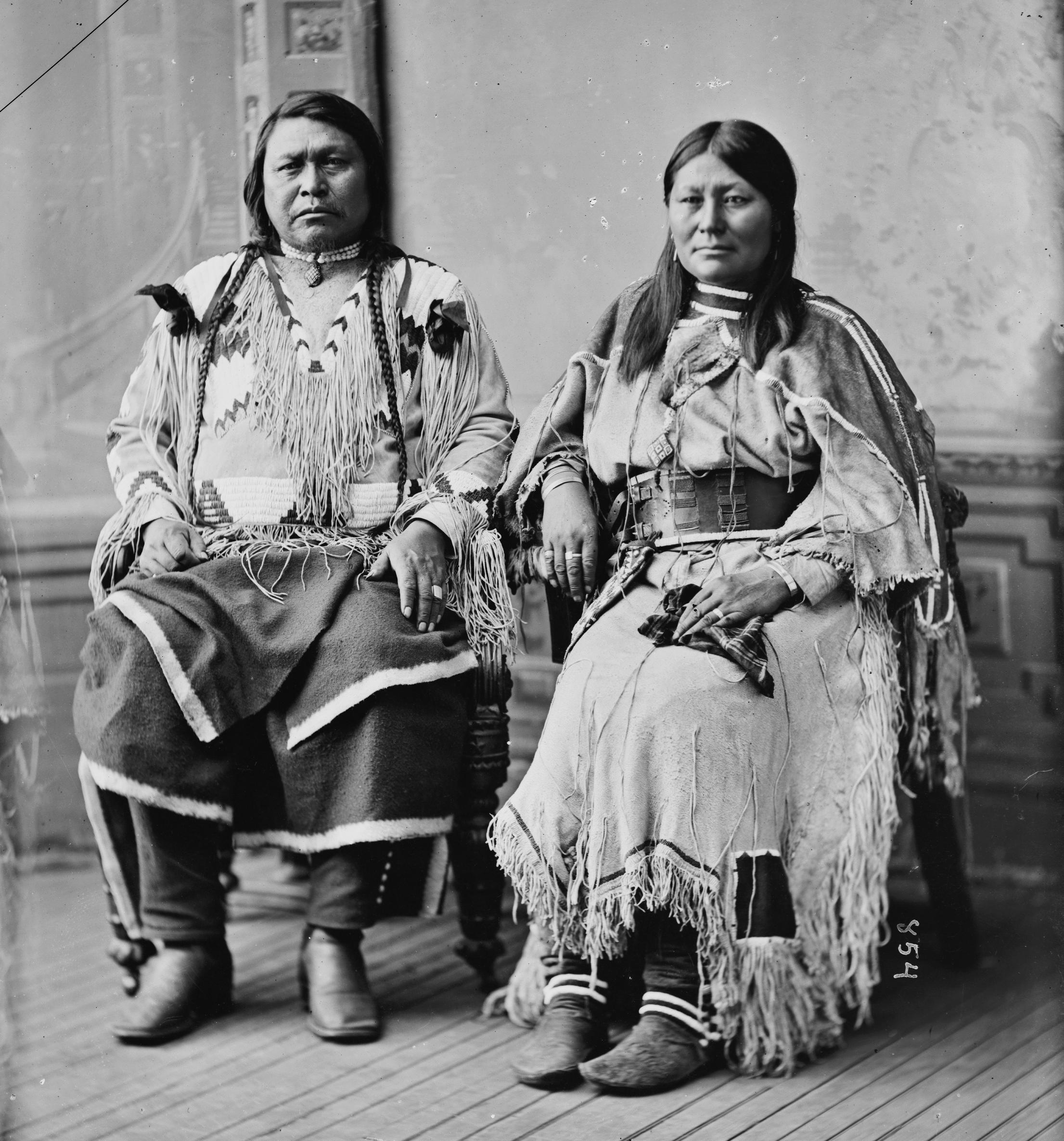
Nuevo México es el estado con mayor población indígena en los Estados Unidos y sus lenguas nativas conviven con el inglés y el español.

Además de inglés, se habla también español en gran medida. La Constitución original de 1912 proveía un gobierno bilingüe de forma temporal y hace mención a las dos lenguas más habladas (inglés y español) con el objeto de protegerlas y promover su uso. La Comisión de Derechos Civiles de los EE. UU. reconoce que las lenguas oficiales de este estado son el inglés y el español. El gobierno estatal publica el manual del código de circulación en español, así como las papeletas de votaciones en ambos idiomas. La ley federal obliga a imprimir las papeletas en español. Antes de 1967, se requería que los anuncios de elecciones estatales y de los condados se publicaran en inglés y «pudieran ser impresos en español». En 1995, Nuevo México adoptó un himno estatal bilingüe, titulado Mi lindo Nuevo México.

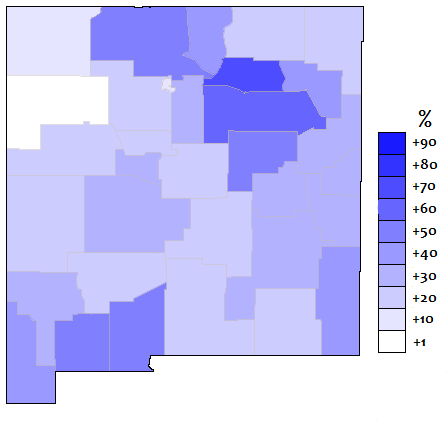
Porcentaje de hispanohablantes en Nuevo México por condado.

Prácticamente todos los habitantes hablan inglés. Solo parte de la población inmigrante llegada recientemente y procedente de México o Centroamérica, y algunos neomexicanos hispanos autóctonos de edad avanzada, hablan únicamente español. Algunos grupos indígenas todavía hablan idiomas indígenas. También se puede encontrar a personas muy mayores que solo hablen alguna de las lenguas indias del estado. Según los datos del censo de 2000, el 28.76 % de la población de más de 5 años hablaba español en casa, mientras que un 4.07 % hablaba navajo.

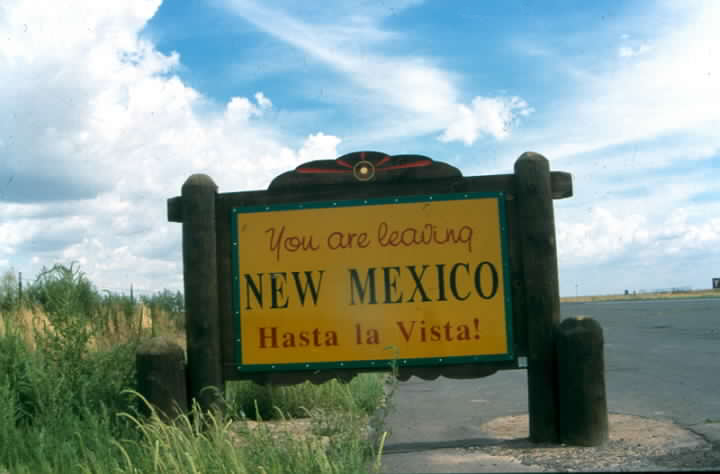
Cartel con despedida en español en Nuevo México.

Aunque la Constitución de Nuevo México de 1912 refleja la intención de proteger los idiomas y las culturas de sus habitantes, el uso del español como medio de instrucción en las escuelas públicas, así como su uso social, decayó de forma dramática a lo largo de casi todo el resto del siglo XX. Hubo algunos esfuerzos institucionales del Senado para que el idioma español se enseñara en todas las escuelas públicas a principios de los años cuarenta. Sin embargo fue en 1968 cuando se produjo la primera declaración en apoyo de la enseñanza bilingüe por parte del State Board of Education. Aquella declaración se materializó con la firma de la Bilingual Multicultural Act en 1973.
El español neomexicano es una variedad única dentro del panorama lingüístico hispánico debido a su relativo aislamiento geográfico y político con respecto a la vecina Hispanoamérica a partir de la anexión estadounidense de 1848.
El poema A Nuevo México, escrito por Luis Tafoya en 1911, fue declarado poema oficial del estado de Nuevo México en el año 1991.

## Cultura
Es una meca del arte para los estadounidenses, en este estado se puede disfrutar de la historia, las artes escénicas y visuales. Los nativos americanos se expresaron en petroglifo en las rocas, los colonos españoles y mexicanos crearon un estilo hispano propio. Santa Fe y Taos tienen escuelas y salas de exposiciones de importantes artistas reconocidos a nivel mundial como los cuadros de la pintora Georgia O'Keeffe.

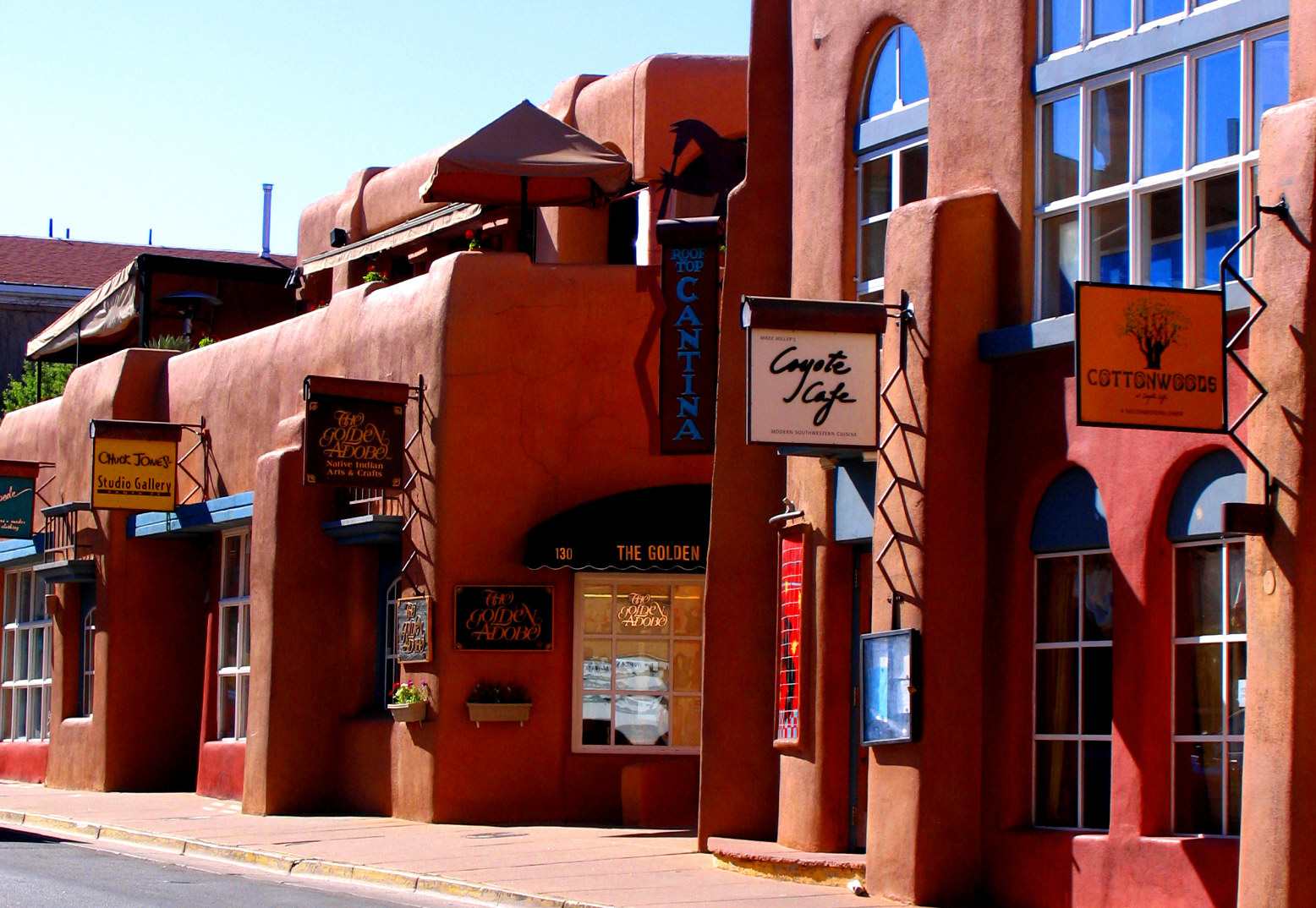
Tiendas y galerías de arte en Santa Fe.

Santa Fe es la capital cultural y administrativa. Tiene una amplia oferta museística, la expresión de la danza, el teatro y la ópera, importantes galerías y exposición de grandes pintores, mueblerías de arte rústico español, joyerías, librerías y exposición de festivales de música, cine y teatro.
Al igual que otros estados del suroeste de Estados Unidos, Nuevo México refleja el legado del periodo del "Viejo Oeste" de la expansión estadounidense en la región, caracterizado por la ganadería, los vaqueros, los pioneros, el Camino de Santa Fe y los conflictos entre los colonos y los nativos norteamericanos. La vasta y diversa geografía del estado, su escasa población y la abundancia de pueblos fantasma han contribuido a su perdurable imagen y atmósfera fronterizas. Muchas obras de ficción del género del Oeste están ambientadas o producidas en Nuevo México.
La herencia española y mexicana de Nuevo México sigue siendo más visible y duradera que la de otros estados occidentales, debido a que fue la provincia más antigua, poblada e importante de la periferia septentrional de Nueva España. Sin embargo, los persistentes prejuicios e ideas erróneas de los estadounidenses sobre la historia colonial de España han contribuido a marginar sus aportaciones culturales.
Nuevo México es un importante centro de la cultura nativa Norteamericana; casi 200.000 residentes, o alrededor de una décima parte de la población, es de ascendencia indígena, ocupando el cuarto lugar en EE. UU. en términos absolutos, y el segundo proporcionalmente. Tanto los navajos como los apaches comparten el origen athabaskan, y los apaches y algunos ute viven en reservas federales en el estado. Con una extensión de 6,5 millones de hectáreas (16 millones de acres), la mayoría en la vecina Arizona, la Nación Navajo es la mayor reserva de Estados Unidos, Un tercio de sus miembros viven en Nuevo México. Los indios pueblo viven en localidades dispersas por todo el estado, que en conjunto ocupan más de 800.000 hectáreas. Muchos indígenas de Nuevo México se han trasladado a centros urbanos de todo el estado, y algunas ciudades como Gallup son importantes centros de la cultura indígena.

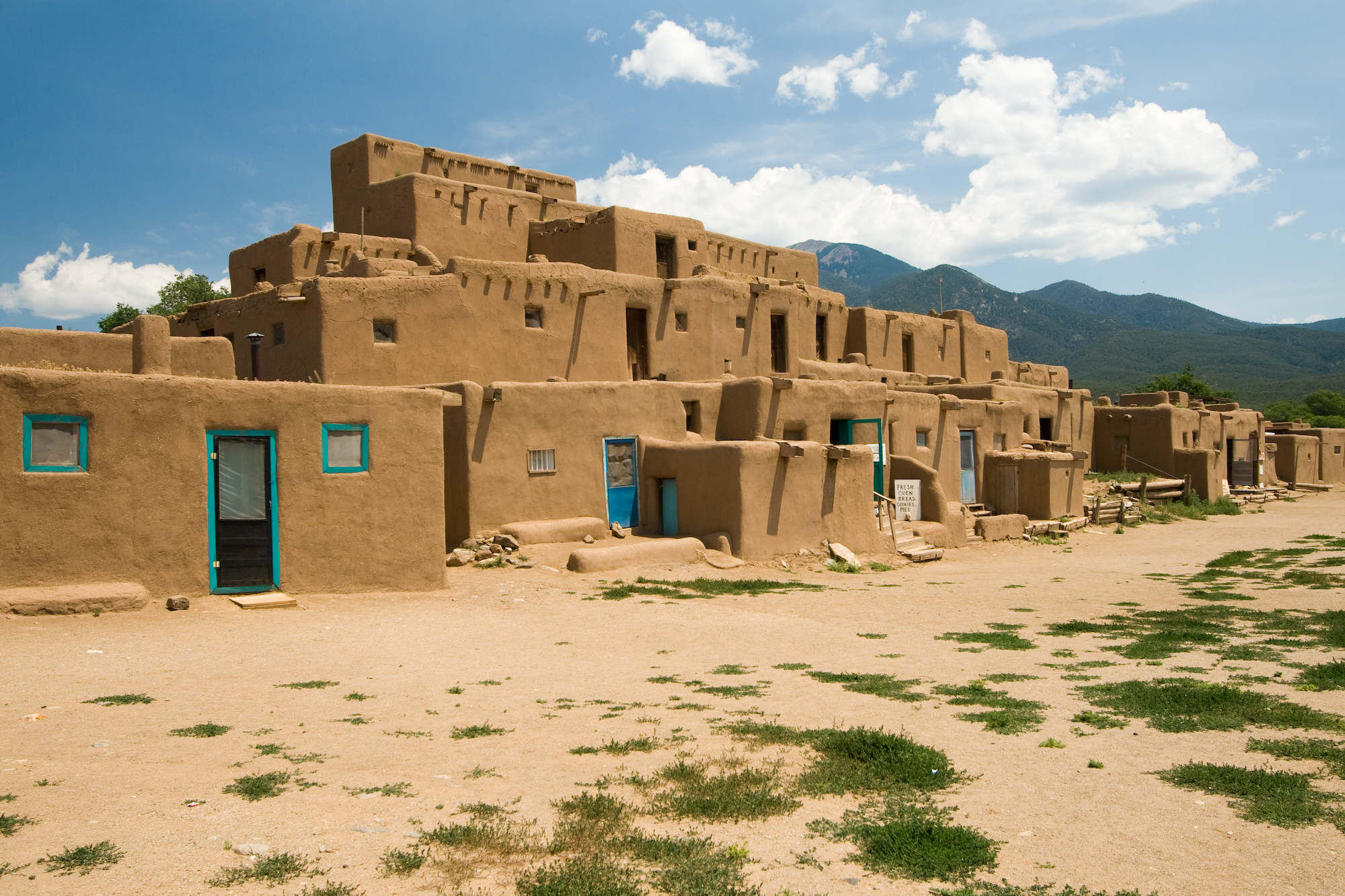
El pueblo de Taos destaca por su arquitectura de adobe.

Casi la mitad de los habitantes de Nuevo México afirman tener origen hispano; muchos son descendientes de colonos llamados hispanos o neomexicanos, que se asentaron principalmente en el norte del estado entre los siglos XVI y XVIII; por el contrario, la mayoría de los inmigrantes mexicanos residen en el sur. Algunos hispanos afirman tener ascendencia judía por ser descendientes de conversos o criptojudíos de los primeros colonos españoles. Muchos neomexicanos hablan un dialecto único conocido como español de Nuevo México. Debido al aislamiento histórico de Nuevo México de otros hablantes de la lengua española, una pequeña parte de su vocabulario es desconocido para otros hispanohablantes. El español de Nuevo México utiliza numerosas palabras de los nativos americanos para designar rasgos locales e incluye palabras con anglicismos que expresan conceptos estadounidenses e inventos modernos.
Albuquerque cuenta con el Museo de Historia Natural y Ciencias de Nuevo México, el Centro Cultural Nacional Hispano y el Museo Nacional de Ciencia e Historia Nuclear, además de albergar cada otoño la famosa Fiesta Internacional de Globos de Albuquerque.
El Patrimonio de la Humanidad en el estado incluye:
- Pueblo de Taos
- Monumento Nacional de las Ruinas Aztecas
- Camino de Santa Fe
- Cañón del Chaco

Patrimonio nacional:
- Casa de calle De Vargas
- Misión de San Miguel
- Palacio de los Gobernadores
- Ruta 66

Patrimonio estatal:
- Camino Real de Tierra Adentro
- Capilla de Loreto

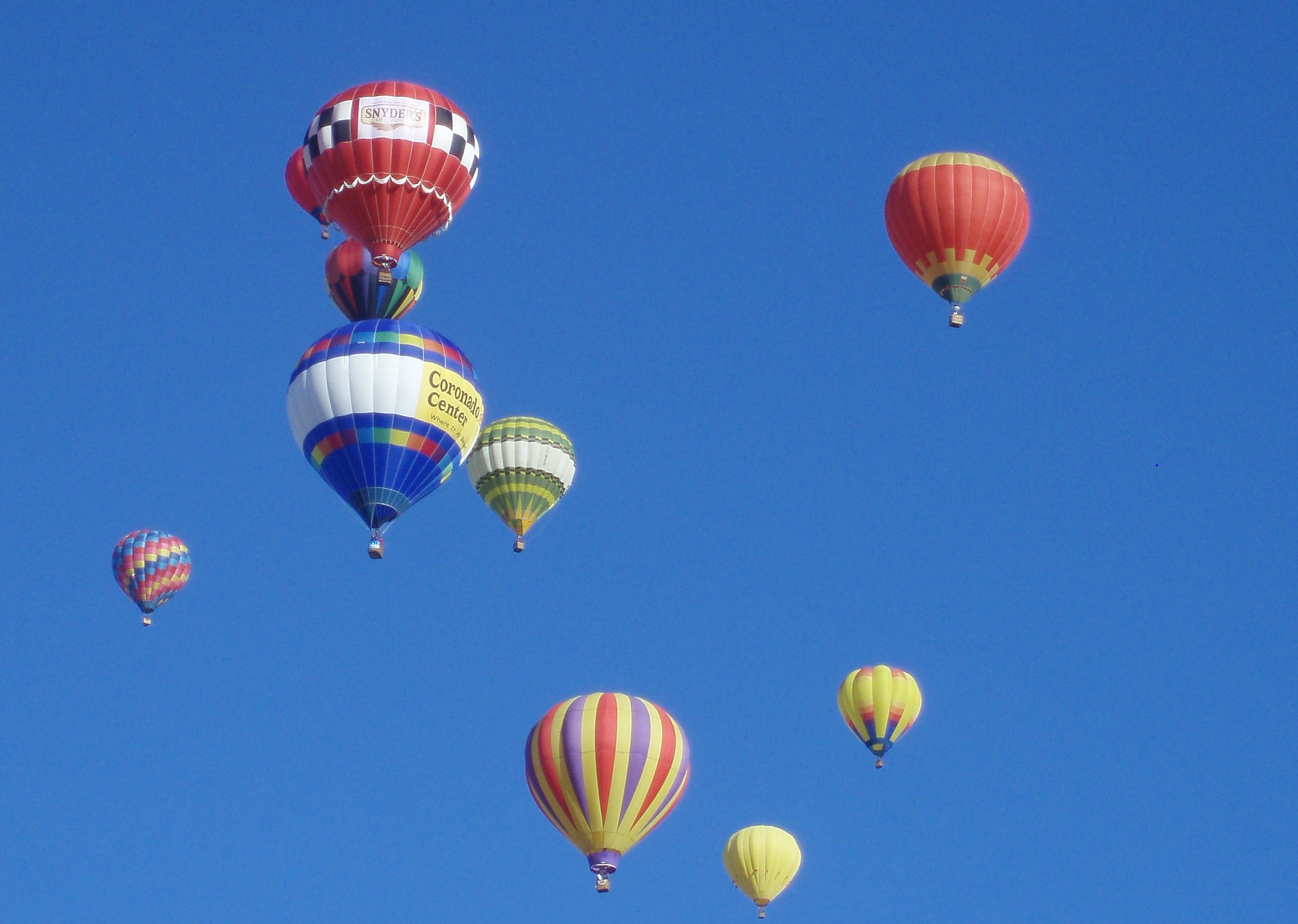
La Fiesta Internacional de Globos de Albuquerque.

- Catedral Basílica de San Francisco de Asís
- Iglesia de San Felipe Neri
- Santuario de Chimayó

Festivales y fiestas:
- Fiesta Internacional de Globos de Albuquerque

### Arte y literatura

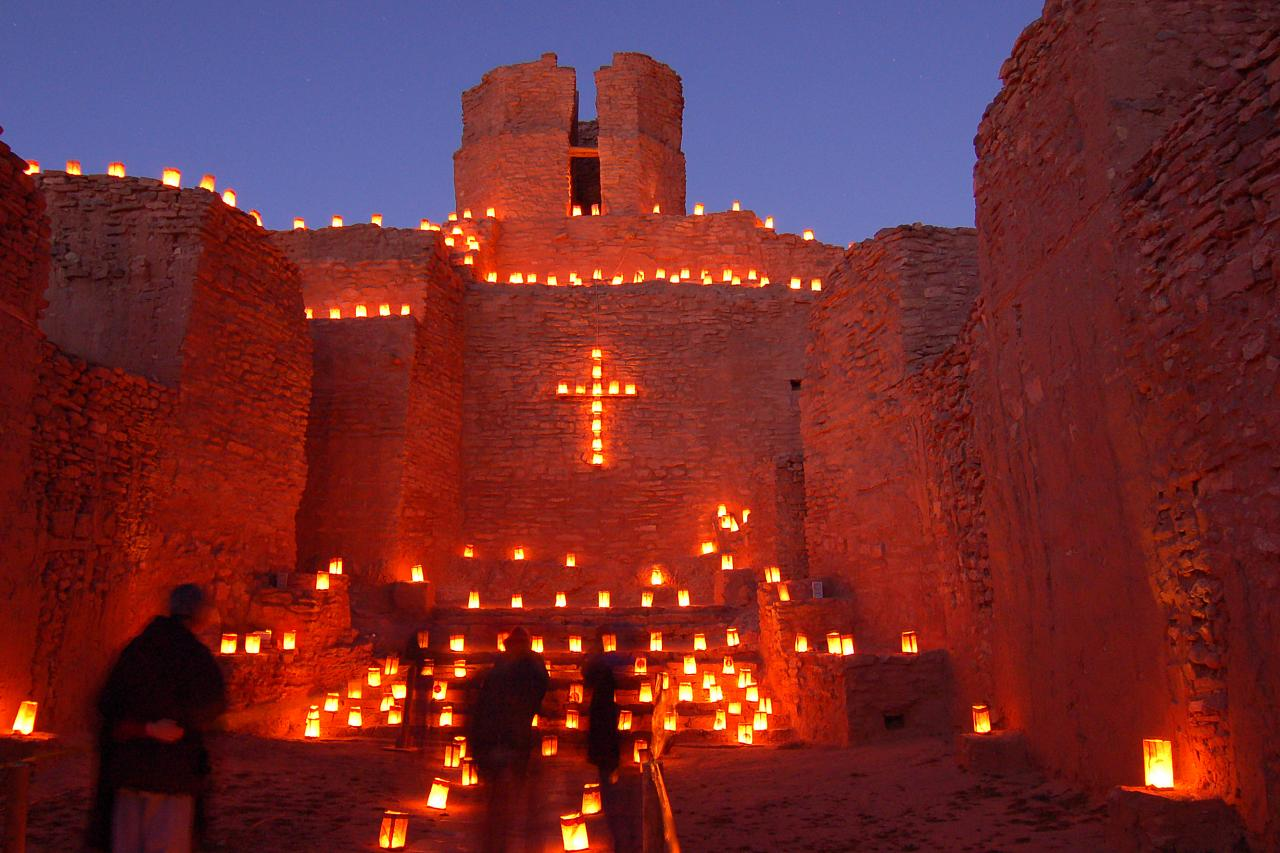
Luminarias en la antigua iglesia de la misión, Monumento Estatal de Jemez

Los primeros artistas de Nuevo México cuyas obras sobreviven en la actualidad son los indios Mimbres, cuya cerámica en blanco y negro podría confundirse con el arte moderno, excepto por el hecho de que se produjo antes de 1130 CE. Muchos ejemplos de esta obra pueden verse en el Museo Deming Luna Mimbres y en el Museo de la Universidad del Oeste de Nuevo México.
En Santa Fe prospera una gran comunidad artística, que ha incluido a gente como Bruce Nauman, Richard Tuttle, John Connell y Steina Vasulka. La capital cuenta con varios museos de arte, como el Museo de Arte de Nuevo México, el Museo de Arte Colonial Español, el Museo de Arte Popular Internacional, el Museo de Arte y Cultura Indígena, el Museo de Arte Nativo Contemporáneo, SITE Santa Fe y otros. Las colonias de artistas y escritores prosperan, y la pequeña ciudad rebosa de galerías de arte. En agosto, la ciudad acoge el Mercado Indio de Santa Fe, la mayor y más antigua muestra de arte nativo americano con jurado del mundo. Las artes escénicas incluyen la renombrada Ópera de Santa Fe, que presenta cinco óperas en repertorio entre julio y agosto, el Festival de Música de Cámara de Santa Fe, que se celebra cada verano, y el restaurado Teatro Lensic, sede principal de muchos tipos de espectáculos. Santa Fe es también sede de Frogville Records, un sello discográfico independiente. El fin de semana después del Día del Trabajo se celebra la quema de Zozobra, una marioneta de 15 m, durante las Fiestas de Santa Fe.
El arte también es un tema frecuente en Albuquerque, la ciudad más grande de Nuevo México. El Centro Nacional de Cultura Hispana ha celebrado cientos de eventos de artes escénicas, exposiciones de arte y otros actos relacionados con la cultura española en Nuevo México y en todo el mundo en el Roy E Disney Center for the Performing Arts o en otros lugares de las instalaciones de 53 acres. Los residentes y visitantes de Nuevo México pueden disfrutar de las artes escénicas de todo el mundo en el Popejoy Hall, en el campus de la Universidad de Nuevo México. El Popejoy Hall acoge a cantantes, bailarines, espectáculos de Broadway, otros tipos de actos y Shakespeare. Albuquerque cuenta también con el singular y memorable Teatro KiMo, construido en 1927 con una arquitectura de estilo Pueblo Revival. El KiMo presenta teatro en vivo y conciertos, así como películas y óperas en simulcast. Además de otros teatros de interés general, Albuquerque también cuenta con el African American Performing Arts Center and Exhibit Hall que muestra los logros de las personas de ascendencia africana y el Indian Pueblo Cultural Center que destaca el patrimonio cultural de los pueblos de las Primeras Naciones de Nuevo México.

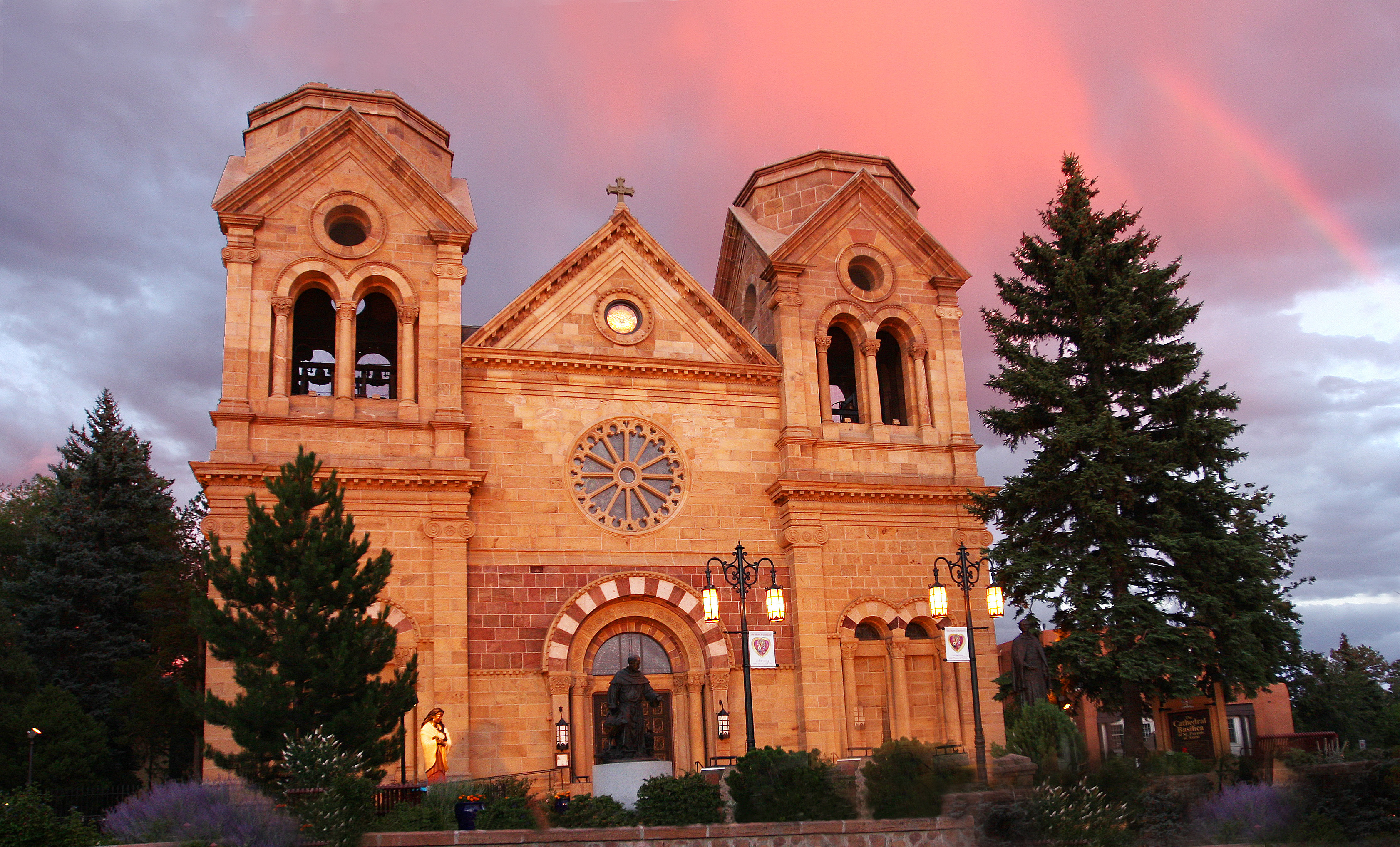
Catedral Basílica de San Francisco de Asís en Santa Fe, Nuevo México

Nuevo México se aferra con fuerza a su herencia española. Las antiguas tradiciones españolas, como las zarzuelas y el flamenco, son populares; la Universidad de Nuevo México es el único instituto de educación superior del mundo con un programa dedicado al flamenco la bailaora de flamenco y nativa de Nuevo México María Benítez fundó el Instituto María Benítez de Artes Españolas "para presentar programas de la más alta calidad del rico patrimonio artístico de España, expresado a través de la música, la danza, las artes visuales y otras formas de arte". Todos los años se celebra en la Universidad de Nuevo México el Festival Flamenco Internacional de Alburquerque, en el que actúan bailaores flamencos españoles y de Nuevo México.
A mediados del siglo XX, existía una floreciente escuela hispana de literatura y erudición en inglés y español. Entre los autores más notables se encontraban: Angélico Chávez, Nina Otero-Warren, Fabiola Cabeza de Baca, Aurelio Espinosa, Cleofas Jaramillo, Juan Bautista Rael y Aurora Lucero-White Lea. Además, el escritor D. H. Lawrence vivió cerca de Taos en la década de 1920, en el D. H. Lawrence Ranch, donde hay un santuario que se dice que contiene sus cenizas.
Los fuertes motivos españoles, nativos americanos y fronterizos del Salvaje Oeste de Nuevo México han proporcionado material para muchos autores del estado, entre ellos los internacionalmente reconocidos Rudolfo Anaya y Tony Hillerman.
Silver City, originalmente una ciudad minera, es ahora un importante centro de exposiciones para un gran número de artistas, visuales y de otro tipo. Otra antigua ciudad minera convertida en paraíso del arte es Madrid, Nuevo México, que saltó a la fama nacional como lugar de rodaje de la película Wild Hogs (2007). Las Cruces, en el sur de Nuevo México, tiene un sistema de museos afiliados al Programa de Afiliaciones de la Institución Smithsonian, y alberga una gran variedad de oportunidades culturales y artísticas para residentes y visitantes.
Debido a una combinación de incentivos financieros, bajo coste y diversidad geográfica, Nuevo México ha sido durante mucho tiempo un escenario o lugar de rodaje popular para varias películas y series de televisión. Además de Wild Hogs, otras películas rodadas en Nuevo México son Sunshine Cleaning y Vampires. Varias temporadas de la serie Longmire de A&E/Netflix se rodaron en varios lugares de Nuevo México, como Las Vegas, Santa Fe, Eagle Nest y Red River. La aclamada serie de televisión Breaking Bad y su spin-off Better Call Saul se ambientaron y rodaron en Albuquerque y sus alrededores.

## Deporte

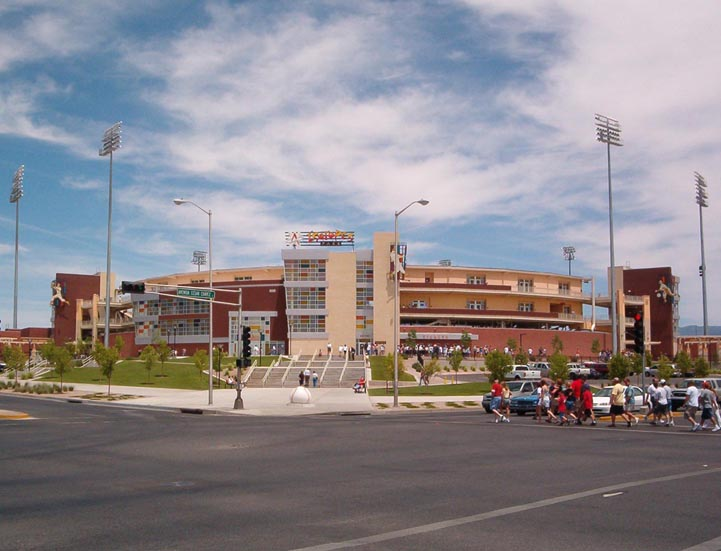
El Isotopes Park, en Albuquerque, donde juegan los New Mexico Lobos.

El rodeo es por excelencia el deporte predilecto de los neomexicanos, su origen colonial ha hecho de este una tradición que comparte con otros estados vecinos y de igual modo con los mexicanos, las suertes de montas y lazadas son elementos primordiales entre los participantes.
Se puede practicar el esquí sobre nieve y además tiene una excelente infraestructura que permite la práctica de este deporte casi la mayor parte del año donde vienen turistas nacionales y turistas mexicanos por la cercanía con las zonas de esquí alpino.
El hockey sobre hielo es otro de los deportes que se practica en este estado, el ciclismo de montaña, la pesca, el senderismo, el béisbol, el baloncesto y el fútbol americano.
Ningún equipo deportivo profesional de las grandes ligas tiene su sede en Nuevo México, pero los Albuquerque Isotopes son la filial de béisbol de la Liga de la Costa del Pacífico de los Colorado Rockies de la MLB. El estado alberga varios equipos de béisbol de la Pecos League: los Roswell Invaders, los Ruidoso Osos, los Santa Fe Fuego y los White Sands Pupfish. Los Duke City Gladiators de la Liga de Fútbol Sala (IFL) juegan en casa en el Tingley Coliseum de Albuquerque. La ciudad también alberga dos equipos de fútbol: New Mexico United, que comenzó a jugar en la USL Championship de segundo nivel en 2019, y Albuquerque Sol FC, que juega en la USL League Two de cuarto nivel.

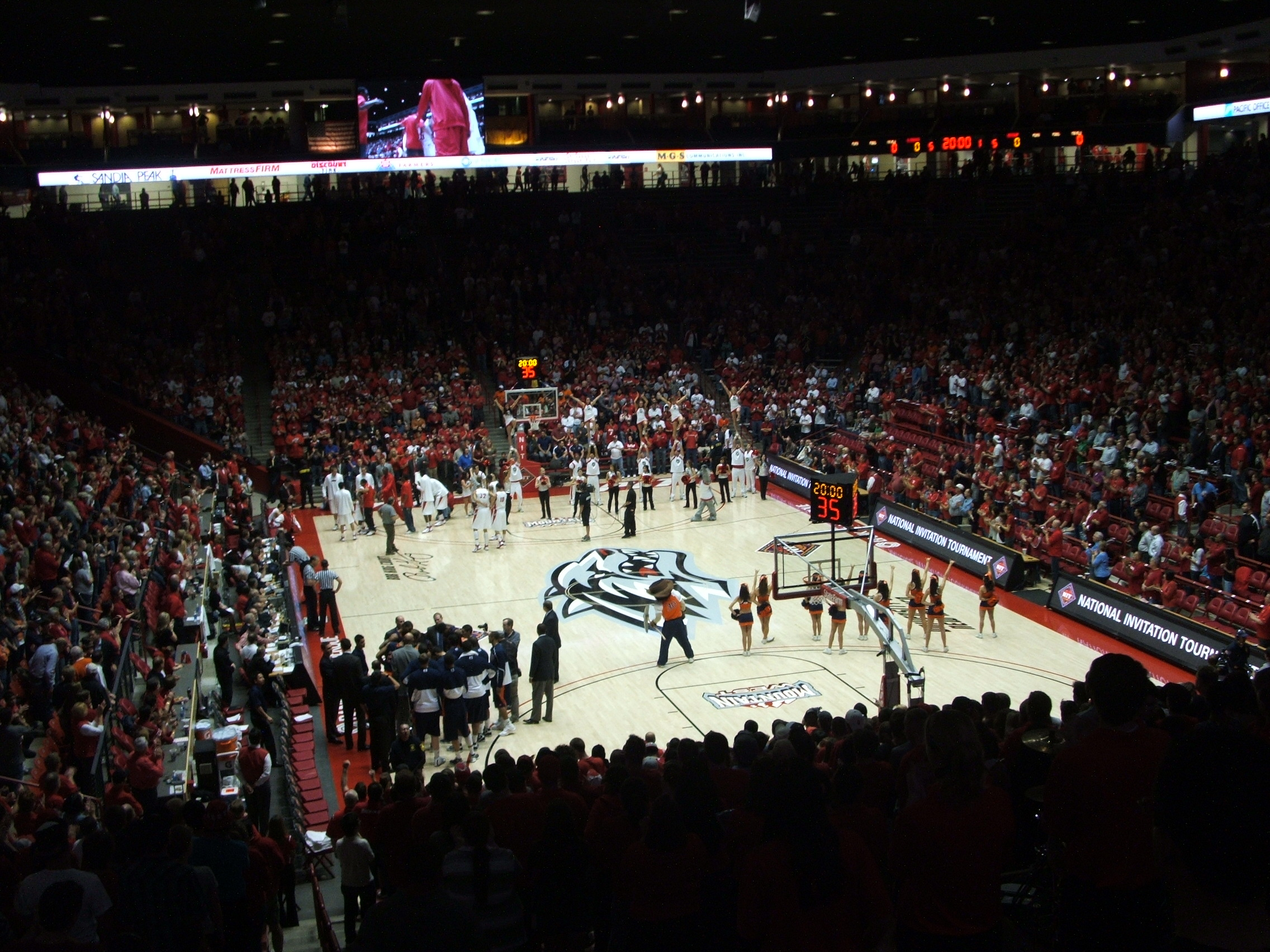
El Pit Arena en la Universidad de Nuevo México durante un partido de Baloncesto

El atletismo colegial es el centro de los deportes para espectadores en Nuevo México, concretamente la rivalidad entre varios equipos de la Universidad de Nuevo México Lobos y los New Mexico State Aggies. La intensa competición entre los dos equipos se conoce a menudo como la "Rivalidad del Río Grande" o la "Batalla de la I-25" en reconocimiento a que ambos campus están situados a lo largo de esa autopista. La NMSU también mantiene una rivalidad con la Universidad de Texas en El Paso que recibe el nombre de "Batalla de la I-10". El ganador del partido de fútbol americano NMSU-UTEP recibe el trofeo Silver Spade.
El medallista de oro olímpico Tom Jager, partidario del controvertido entrenamiento de natación a gran altitud, ha realizado campos de entrenamiento en Albuquerque, a 1619 m (5312 pies), y en Los Álamos, a 2231 m (7320 pies).
Nuevo México es un importante centro de diversos deportes de tiro, concentrados principalmente en el NRA Whittington Center de Ratón, que es el mayor y más completo campo de tiro de competición y centro de entrenamiento de EE. UU.